# Dinastia Joseon
Joseon (coreeană: 조선; Hanja: 朝鮮; romanizat uneori ca Chosŏn, Choson, Chosun sau Cho-sen) a fost un stat coreean fondat de Regele Taejo al Joseon (Yi Seong-gye), stat care a durat aproximativ cinci secole, din iulie 1392 până în octombrie 1897. A fost fondat după căderea dinastiei Goryeo, care avea capitala în locul unde este astăzi orașul Kaesong. La început, țara a fost redenumită iar capitala a fost mutată unde este în zilele noastre orașul Seoul. Frontierele nordice ale statului s-au extins până la râurile Amnok și Duman după cucerirea Jurchen-ului. Joseon a fost ultima dinastie din istoria coreeană și cea mai lungă dinastie guvernată după principii confucianiste. În timpul existenței sale, dinastia Joseon a condus teritoriile coreene, a încurajat studierea culturii chineze, organizarea societății coreene după principii confucianiste, a sprijinit progresul culturii clasice coreene, a comerțului, științei, literaturii și tehnologiei. Cu toate acestea, statul a fost grav slăbit în timpul secolului al XVI și începutul secolului al XVII, atunci când Japonia și Qing aproape i-au invadat teritoriul. Aceasta a dus la o politică izolaționistă din partea Dinastiei Joseon, politică pentru care statul a ajuns să fie cunoscut ca ,,Regatul Sihastru”. După încheierea invaziilor manciuriene, statul a avut parte de o perioadă de aproape 200 de ani de pace. Chiar dacă s-a încercat recuperarea puterii în timpul izolării, în secolul al XVIII-lea s-a ajuns la un colaps cauzat de luptele interne pentru putere, presiunea internațională și revolte. Puterea Joseon-ului a scăzut rapid la sfârșitul secolului al XIX-lea.
Dinastia Joseon a lăsat o moștenire importantă pentru Coreea modernă. O mare parte din etichetele coreene moderne, normele culturale, atitudinea societății față de problemele moderne se bazează pe cultura acestei dinastii. Limba coreeană folosește alfabetul Hangul care a fost creat în timpul domniei Regelui Sejong din Dinastia Joseon.

## Istorie

### Perioada timpurie

#### Scurtă prezentare a dinastiei precedente și a declinului acesteia

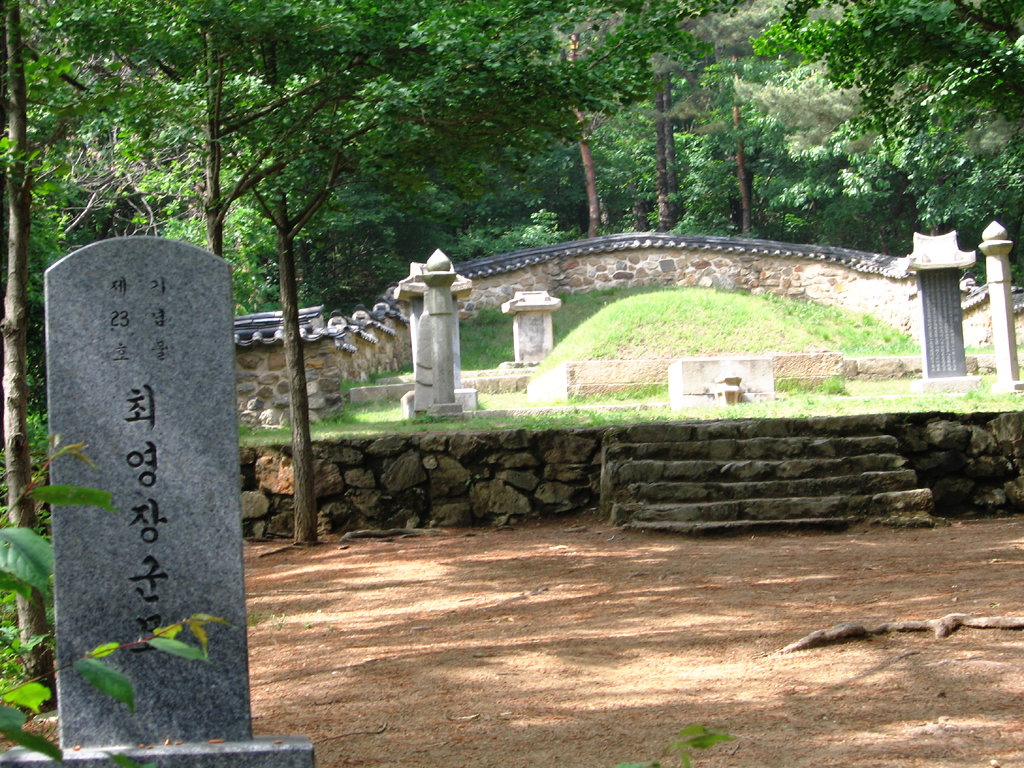
Mormântul generalului Choe Yeong

În secolul al XIV-lea, Dinastia Goryeo era în declin. Dinastia avea aproximativ 400 de ani de existență, fiind fondată de Regele Taejo al Goryeo (Wang Geon, 왕건) în anul 918. Colapsul acesteia a fost provocat de războaie și ocupația de facto de după destrămarea Imperiului Mongol. Legitimitatea Dinastiei Goryeo devenise o problemă din ce în ce mai contestată de curte din cauza incapacității dinastiei de a guverna eficient regatul, căsătoriilor internaționale forțate cu persoane din Dinastia Yuan și rivalității dintre ramurile familiei (mama regelui U era cunoscută ca un om de rând, fapt ce a dus la contestarea descendenței Regelui U din Regele Gongmin). În interiorul regatului aristocrații influenți, generalii și chiar prim-miniștrii încercau să controleze curtea regală, fapt ce a dus la neînțelegeri puternice și diviziune între diverși factori. Odată cu raidurile efectuate de Wokou și invaziile Turbanelor Roșii, cei care au venit să domine curtea regală au fost aristocrația cu idei noi Sinjin, aflată în opoziție cu aristocrația Gwonmun, precum și cei care luptau de fapt împotriva amenințărilor externe: talentatul general Yi Seong-gye și rivalul său, Choe Yeong. Ca urmare a instaurării dinastiei Ming de către Împăratul Hongwu (Zhu Yuanzhang), curtea regală din Goryeo s-a împărțit în două facțiuni aflate în conflict: grupul condus de generalul Yi (susținând dinastia Ming) și grupul condus de Generalul Choe (stând de partea Dinastiei Yuan). În 1388 (al paisprezecelea an al Regelui U), când un mesager din Ming a venit în Goryeo pentru a cere predarea unei părți semnificative din teritoriul de nord al Goryeo, Generalul Choe a văzut o șansă de a susține invadarea Peninsulei Liaodong (Goryeo pretindea a fi succesorul regatului Goguryeo; ca atare, Manciuria care aparținuse acestui regat trebuia să fie recucerită de către Goryeo deoarece era un teritoriu coreean). Generalul Yi a fost desemnat să conducă atacul dar acesta s-a opus ferm. A plecat cu armata dar pe insula Wuihwa el s-a revoltat și s-a întors la Gaegyeong (capitala Goryeo; în ziua de astăzi orașul Kaeseong). Generalul Yi i-a eliminat atât pe Generalul Choe și simpatizanții săi și a inițiat o lovitură de stat, detronându-l pe Regele U în favoarea fiului său, Regele Chang (1388). El i-a executat pe Regele U și pe fiul său după ce au încercat, fără reușită, să revină la putere și a încoronat forțat o persoană din familia regală, numită Yo care a devenit Regele Gongyang. După ce a început să controleze indirect curtea regală, prin regele marionetă, Generalul Yi a început să se alieze cu aristocrația Sinjin prin persoane cum ar fi Jeong Do-jeon sau Jo Jun. Unul dintre primele sale acte ca generalisim de facto al Goryeo a fost să treacă legea Gwajeon prin care a confiscat în mod eficient terenurile de la aristocrații Gwonmun care dețineau un număr mare de terenuri și erau în general conservatori. Terenurile confiscate au fost distribuite susținătorilor lui Yi din aristocrația Sinjin. Al cincilea fiu al generalului Yi, Yi Bang-won, a eșuat în încercarea sa de a-l convinge pe respectatul nobil Jeong Mong-ju, care era susținătorul vechii domnii, să jure credință față de noul regim. Yi Bang-won împreună cu cinci asasini, printre care și Jo Yeong-gyu, l-au asasinat pe nobilul Jeong Mong-ju pe podul Seonjuk, lângă Gaegyeong. Astfel a eliminat o figură cheie a opoziției față de generalul Yi. În acelaș an, generalul l-a detronat pe Regele Gongyang, pe care l-a exilat în Wonju, apoi a urcat pe tron. Astfel, dinastia Goryeo s-a sfârșit după aproximativ 500 de ani de domnie.

#### Eliminarea rămășițelor Dinastiei Goryeo

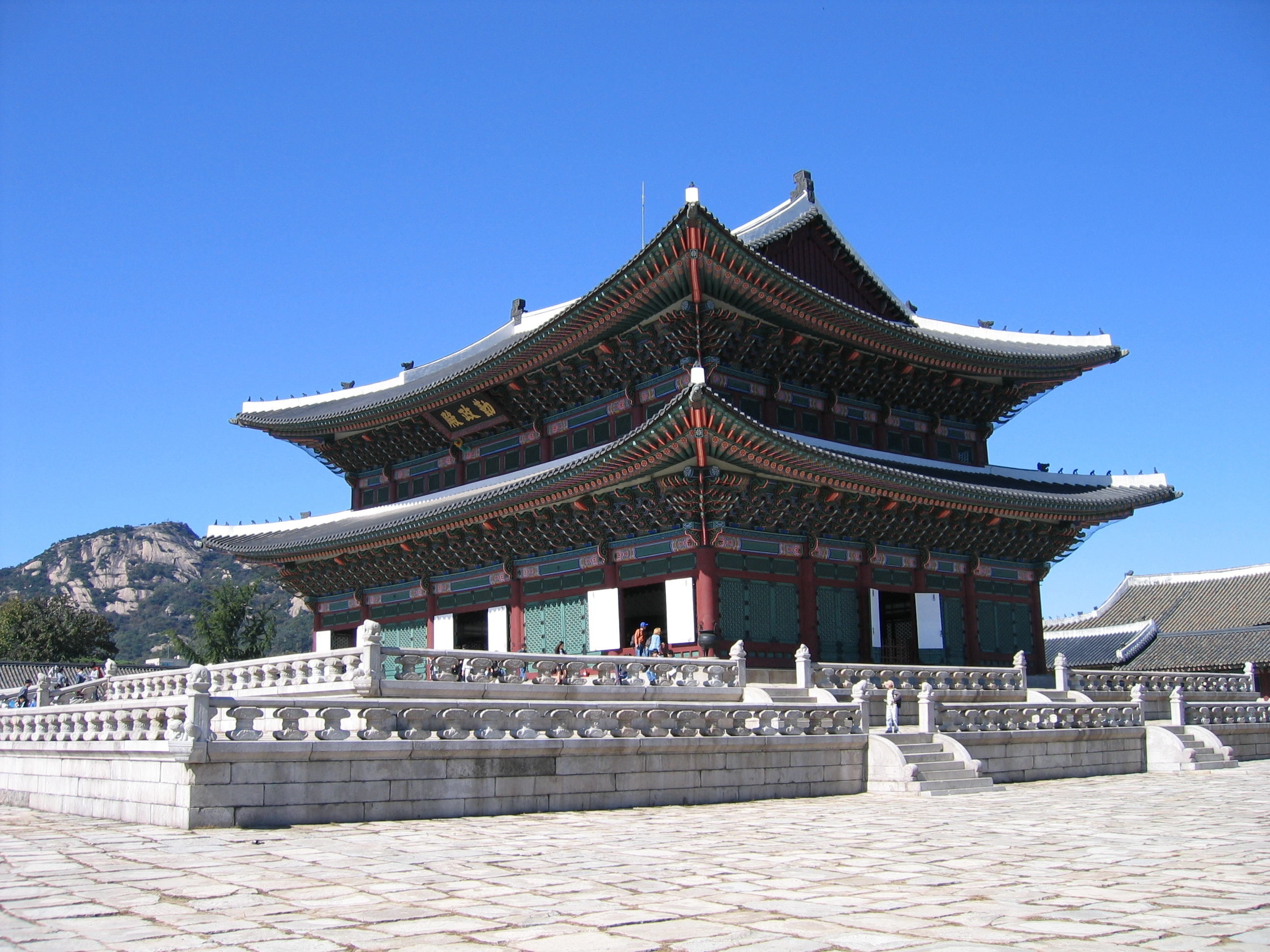
Palatul Gyeongbok

La începutul domniei sale, Yi Seong-gye, acum regele Taejo a menținut denumirea de Goryeo și a schimbat doar linia regală, menținând de fațadă cei 500 de ani de tradiție ai Dinastiei Goryeo. Cu toate că a primit multe amenințări de revoltă din partea nobilimii Gwonmun, care era drastic slăbită dar mai avea încă influență și continua să jure credință vechii dinastii și clanului retrogradat Wang, pentru a simboliza schimbarea, Regele Taejo a decretat în 1393 o nouă dinastie cu numele de Joseon, readucând la viață o veche dinastie care purtase acest nume. Țara a fost redenumită, primind numele de ,,Regatul Marelui Joseon”, deși este evocată chiar și de către istoricii moderni doar prin numele casei sale de guvernământ. Odată cu anunțarea noii case regale, a apărut îngrijorarea față de soarta urmașiilor rămași ai familiei detronate Wang. Regele Taejo și oficialii săi au simțit că în cazul chestionării legitimității statutului lor de către ceilalți membrii ai Dinastiei Goryeo, ar putea avea de suprimat o rebeliune în masă sau chiar și-ar putea pierde puterea recent dobândită. În cele din urmă, Taejo, împreună cu prim-ministrul Jeong Do-jeon, a convocat toți membrii familiei Wang pe malul Mării Galbene și i-a instruit să urce la bordul unei nave cu destinația Insula Ganghwa, unde să trăiască în liniște, departe de ochii guvernului. Cu toate acestea, aceasta a fost o capcană deoarece un membru al echipajului era instruit să facă o gaură în navă, pentru a se scufunda imediat ce aceasta întra în ape suficient de adânci. Nava s-a scufundat iar ultimii urmași ai dinastiei Goryeo s-au pierdut prin înec. Conform unei legende urbane, atunci când au auzit de soarta descendenților familiei Wang, care au fost suficienți de naivi să urce în vapor, rudele lor și-au schimbat numele de familie de la Wang (王) la Ok (玉), prin adăugarea unei trăsături de pensulă pentru a ascunde adevărata lor origine.
După pierderea ultimelor urme ale dinastiei Goryeo, a venit timpul pentru schimbarea capitalei. Deși Kaegyeong a servit ca reședință a guvernului mai bine de 400 de ani, în Coreea era obiceiul ca odată cu schimbarea dinastiei să fie schimbată și capitala în conformitate cu geomanția și filozofia chineză feng-shui. Kaegyeong a fost considerat de asemenea, mult timp, un oraș care și-a pierdut energia de a mai menține orice tip de capitală permanentă. Ca urmare, trei locuri au fost luate oficial în considerare: poalele muntelui Gyeryong, orașul Muak și orașul Hanyang. Locația de lângă muntele Gyeryong a fost respinsă rapid din cauza terenului accidentat și lipsei capacitățiilor de comunicare, dar locația de la Muak a fost luată serios în considerare înainte ca Regele Taejo să aleagă orașul Hanyang ca cel mai potrivit pentru a fi noua capitală. Hanyang era cel mai potrivit din multe puncte de vedere: era ușor accesibil de pe mare și de pe uscat, era situat geografic în centrul Peninsulei Coreea și în valea fertilă a râului Han, fapt pentru care a fost disputat frecvent între Cele Trei Regate ale Coreei. Timp de secole, Hanyang a fost considerat binecuvântat și geomantiștii coreeni l-au considerat un oraș situat într-un loc sacru, unde curge energie geomantică. Hanyang se conforma, de asemenea, unei tradiții chinezo-coreene care spunea că trebuia să existe munți mari în nord și munți mai mici în sud pentru apărare, iar în centru o câmpie mare, această structură făcând orașul să se potrivească cu axa nord-sud. În 1394, Hanyang a fost declarat oficial noua capitală și redenumit ,,Hanseong”. În același an, poalele Munțiilor Bugak a fost ales pentru construirea palatului principal. Dezvoltarea și construcția întregului oraș cu sistemul său complicat de drumuri, porți, ziduri, reședințe civile, instituții de învățământ, clădiri guvernamentale și cinci complexe de palat principal a început, de asemenea în 1394. Reședința regală oficială, Palatul Gyeongbok a fost finalizat în 1395 în timp ce Palatul Changdeok a fost finalizat în 1405.

#### Conflictele de la începutul dinastiei

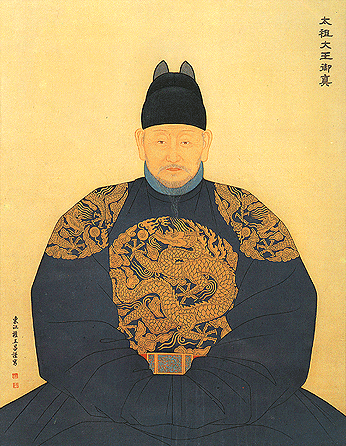
Portretul regelui Taejo de Joseon

Regele Taejo avea două soții și ambele aveau fii. Prima soție, regina Sineui, cu care se căsătorise înainte de răsturnarea Dinastiei Goryeo, avea șase fii. A doua sa soție, Regina Sindeok, cu care se căsătorise după preluarea puterii, avea și ea doi fii. Când noua dinastie a fost promulgată iar existența ei a fost recunoscută oficial, Taejo și-a pus problema care dintre fii să fie succesorul. Deși al cincilea fiu al regelui cu Regina Sineui, Yi Bang-won, a contribuit cel mai mult la creșterea puterii tatălui său, el nutrea ură față de doi aliați cheie ai tatălui său la curte, Primul Ministru Jeong Do-jeon și Nam Eun. Toți au fost pe deplin conștienți de animozitatea dintre ei și s-au simțit amenințați reciproc. Când a devenit clar că Yi Bang-won era succesorul cel mai potrivit, Jeong Do-jeon s-a folosit de influența sa la curte și l-a convins pe rege să aleagă ca moștenitor pe fiul pe care îl iubea cel mai mult și nu pe cel considerat cel mai capabil. În anul 1392, al optulea fiu al lui Taejo și al doilea fiu al reginei Sindeok, Mărețul Prinț Uian, a fost numit Prinț Regal și succesor la tron. După moartea subită a celei de-a doua regine, în timp ce regele era în doliu, primul ministru Jeong Do-jeon a conspirat să îl ucidă preventiv pe prințul Yi Bang-won pentru a-și consolida poziția la curte. În 1398, după ce a aflat despre complot, prințul Yi Bang-won s-a revoltat imediat, atacând palatul și ucigându-i pe Jeong Do-jeon, pe susținătorii acestuia dar și pe cei doi fi ai regretatei regine Sindeok. Acest incident a fost numit ,,Primul conflict princiar”.
Îngrozit de faptul că fiii săi au fost dispuși să se ucidă între ei pentru putere și epuizat psihic de moartea reginei Sindeok, regele Taejo l-a încoronat imediat pe al doilea fiu al său, Yi Bang-gwa (mai târziu regele Jeongjong) ca noul conducător. La scurt timp după aceasta, regele Taejo a plecat în nordul orașului Hamhung.
Una dintre primele acțiuni ale regelui Jeongjong ca monarh a fost mutarea capitalei din nou la Kaeseong, oraș pe care îl considera mai confortabil. Între timp, prințul Yi Bang-won, fără să fie câtuși de puțin descurajat de faptul că fratele său a ocupat tronul, a început să comploteze investirea sa ca posibil moștenitor al fratelui său. Titlul de ,,Prinț regal succesor pe linie de frate” era un titlu tradițional pe care frații îl primeau ca presupuși moștenitori ai tronului. Dar Yi Bang-gan, al patrulea fiu al regelui Taejo, care tânjea de asemenea după putere, se opunea planului prințului Yi Bang-won. În 1400, tensiunile între facțiunea lui Yi Bang-won și cea a lui Yi bang-gan au escaladat într-un conflict care a ajuns să fie cunoscut ca ,,Al doilea conflict princiar”. În urma luptei, Yi Bang-gan a fost învins și exilat la Tosan iar cei care l-au îndemnat la lupta cu Yi Bang-won au fost executați. Intimidat puternic, regele Jeongjong l-a investit imediat pe Yi Bang-won ca moștenitor prezumtiv apoi a abdicat în favoarea sa. În același an, prințul Yi Bang-won și-a asumat în cele din urmă tronul Joseon-ului, devenind Regele Taejong. În 1401, Joseon a fost recunoscut oficial pentru a intra într-o relație tributară cu Imperiul Ming din China.
La începutul domniei lui Taejong, Marele Rege Fondator Taejo a refuzat să renunțe la sigiliul regal, care reprezenta legitimitatea domniei oricărui rege. Simțindu-se inconfortabil din cauza faptului că Regele Taejo nu l-a recunoscut ca și conducător din cauza uciderii familiei, Regele Taejong a trimis mai multe solii, prin prietenul său din copilărie Bak Sun, pentru a obține sigiliul regal. Cu toate acestea, Regele Taejo a asasinat fiecare mesager care intra în vederea gărzilor sale, ca un semn de furie față de Taejong. Chiar dacă a devenit conștient de soarta acestora, Taejong a continuat să trimită mesageri. Acest caz a rămas cunoscut sub denumirea de ,,Cazul trimișilor la Hamhung”. Termenul de ,,Trimisul la Hamhung” a rămas în limba coreeană, făcând referire la o persoană care a plecat într-o misiune și de la care nu au mai sosit vești.

#### Consolidarea inițială a puterii

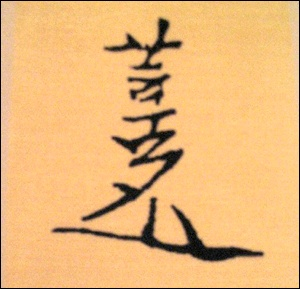
Semnătura regelui Taejong al Joseon

Cum tatăl său nu dorea să îi înmâneze sigiliul regal de care avea nevoie pentru a fi recunoscut, Regele Taejong a început să inițieze politici despre care credea că i-ar dovedi inteligența și dreptul său de a conduce. Una dintre primele reforme a fost eliminarea privilegiului armatelor particulare, privilegiu de care se bucurau membrii mai influenți ai guvernului sau aristocrației. Eliminarea acestui privilegiu a scăzut radical potențialul nobililor de a mai iniția revolte și a crescut semnificativ numărul de militari din armata națională. Următoarea acțiune a fost revizuirea legislației în privința impozitării terenurilor și înregistrări la stat a subiecților. Deși mulți aristocrați care beneficiaseră de redistribuirea trenurilor aristocrației Gwonmun către membrii aristocrației Sinjin au reușit să evite impozitarea prin ascunderea deliberată a terenurilor dobândite, Regele Taejong a reinvestigat proprietățile iar în anul 1405 a pus capăt acestor practici. Odată cu descoperirea terenurilor ascunse, venitul național s-a dublat. În plus, Regele Taejong a inițiat în 1413 primul studiu al populației, înregistrând numele de familie, clanurile, locurile de naștere, locurile de deces, datele de naștere și datele de deces pentru toți bărbații coreeni. Toți bărbații cu vârsta legală de peste șaisprezece ani au fost obligați prin lege să primească în funcție de categoria socială un fel de acte de identitate constând în tăblițe de lemn pe care era înregistrat numele, data nașterii și alte informații. Mulți istorici consideră această lege o predecesoare a legii moderne de identificare a rezidenților coreeni și securitate socială. Noua lege dată de Regele Taejong a fost de asemenea eficace în prevenirea sustragerii anumitor persoane de la serviciul militar obligatoriu.
În anul 1399 (al II-lea an de domnie al regelui Jeongjong), Tejong a avut un rol important în desființarea Adunării Dopyeong, instituție veche care avuse monopol asupra puterii judecătorești în anii de declin ai dinastiei Goryeo, înlocuind-o cu Consiliul de Stal al Joseon(의정부), o nouă ramură a administrației centrale care se învârtea în jurul regelui și a decretelor sale. După documentația privind cetățenii și legislația fiscală, regele Taejong a emis un nou decret prin care toate deciziile adoptate de către Departamentul Euijeong trebuiau să primească și aprobarea regelui pentru a intra în vigoare. Aceasta a pus capăt obiceiului miniștrilor și consilierilor de a purta negocieri sau dezbateri și a lua decizii la ședințe în care regele era doar un spectator. Astfel, prin implicarea regelui în administrarea efectivă a Coreei, puterea regală a ajuns pe noi culmi. La scurt timp după aceasta, Regele Taejong a instalat de asemenea o ramură a guvernului denumită Oficiul Sinmun care primea și rezolva cazurile în care cetățenii erau afectați sau se simțeau că au fost luate decizii abuzive împotriva lor de către aristocrați sau oficialii guvernamentali. Cu toate acestea, Taejong a păstrat reformele lui Jeong Do-jeon intacte în mare parte. În plus, Regele Taejong a exilat sau executat pe mulți dintre cei ce l-au ajutat să urce pe tron pentru a consolida autoritatea regală. Pentru a limita influența socrilor, el a poruncit ca atât cei patru frați ai reginei sale cât și socrul lui Sejong să fie executați. Taejong rămâne o figură controversată care a ucis mulți rivali, chiar și dintre rudele sale, pentru a ajunge la putere, dar a făcut și lucruri benefice pentru țară, inițiind reforme pentru îmbunătățirea vieții poporului, întărind armata și stabilind o bază solidă pentru succesorul său, Regele Sejong.

#### Regele Sejong cel Mare

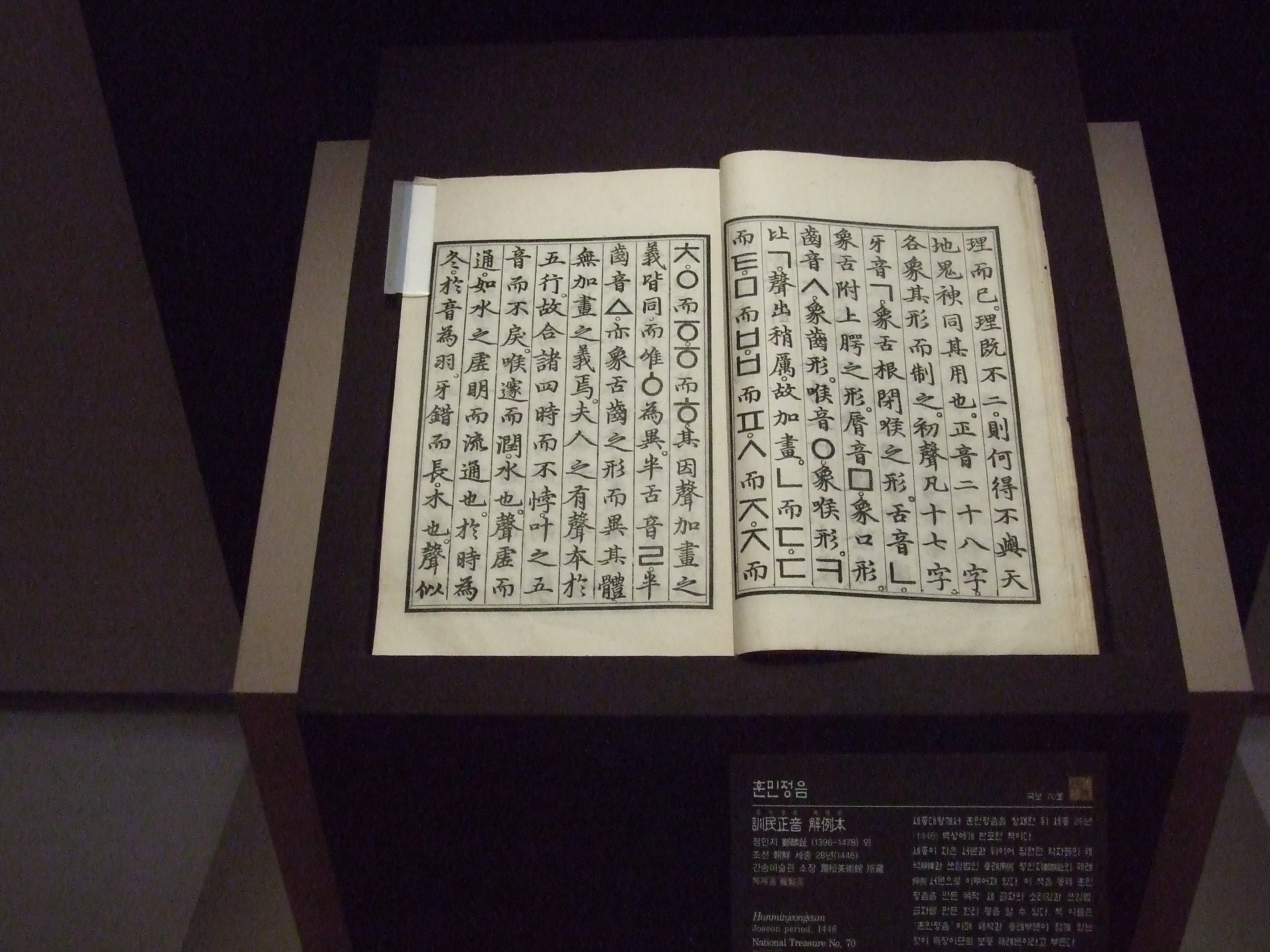
O pagină din Hunmin Jeong-eum, cartea în care a fost prezentat oficial alfabetul creat de regele Sejong la promulgarea sa

În august 1418, după două luni de la abdicarea lui Taejong, Regele Sejong a urcat pe tron. Taejong a păstrat totuși anumite puteri la curte, în special cele militare până la moartea sa din 1422. Sejong era un strateg eficient. În mai 1419, sub îndrumarea tatălui său și a sfatului, regele Sejong a organizat Expediția estică Gihae pentru a stopa incursiunile făcute de pirații din insula Tsushima. Înainte de expediția Gihae, coreenii mai atacaseră de două ori în 1389 și 1396 pentru a elimina pirații Wokou. În septembrie 1419, Daimyo de Tsushima, Sadamori a capitulat în fața Joseon-ului. În 1443, a fost semnat tratatul de la Gihae. Daimyo de Tshusima a primit dreptul de a face comerț cu Coreea în cinzeci de nave pe an în schimbul plătirii tributului și opriri atacurilor piraților care vizau porturile coreene.
La granița de nord, Sejong a stabilit patru fortărețe și șase posturi pentru a proteja poporul de ostilitățile chinezilor și Jurchen-ilor (care mai târziu au devenit manciurieni). În 1433, regele Sejong l-a trimis pe importantul general Kim Jong-seo (coreeană: 김종서; Hanja: 金宗瑞) în nord pentru a distruge Jurchenii. În această campanie militară, generalul a cucerit mai multe castele și i-a împins pe Jurcheni înspre nord, recucerind teritoriul coreean până la granița modernă dintre Coreea de Nord și China. În timpul domniei lui Sejong, în Coreea au progresat foarte mult științele naturale, agricultura, medicina tradițională și ingineria. Datorită acestor progrese, Regele Sejong a primit titlul de ,,Regele Sejong cel Mare de Joseon”. Contribuția cea mai importantă a regelui a fost crearea alfabetului coreean în 1443. Utilizarea de zi cu zi a scrierilor Hanmun și Hanja s-a încheiat în a doua jumătate a secolului al XX-lea, acestea fiind înlocuite de alfabetul creat de Regele Sejong.

#### Cei șase miniștri martiri
După moartea Regelui Sejong, fiul său Munjong a continuat moștenirea tatălui său dar a murit din cauza unei boli în anul 1452, la doar doi ani după ce a devenit rege. După ce fiul său, Danjong a devenit rege la vârsta de doar doisprezece ani, unchiul său Sejo a preluat controlul asupra guvernului și, în cele din urmă, l-a detronat pe nepotul său pentru a ajunge el însuși al șaptelea rege al Joseon-ului în 1455. Șase miniștri loiali lui Danjong au încercat să îl asasineze pe Regele Sejo și să îl readucă pe Regele Danjong pe tron. Operațiunea a eșuat, cei șase miniștri au fost executați iar Danjong a fost ucis în locul său de exil. În ciuda faptului că a ajuns pe tron detronându-l pe nepotul său, Regele Sejo s-a dovedit unul dintre cei mai capabili conducători, la fel ca Regele Taejong. El a întărit sistemul care permitea guvernului să stabilească numărul exact de locuitori și să mobilizeze în mod eficient trupele. El a îmbunătățit de asemenea legislația pentru a crește economia și a încurajat publicarea de cărți. Cea mai importantă realizare a sa a fost alcătuirea Marelui Cod al Administrației Statului, care a devenit piatra de temelie a administrației dinastice și a constituit prima formă de drept constituțional scris din Coreea. Regele Sejo a fost urmat la tron de bolnăviciosul său fiu Yejong care a murit la doar doi ani de la urcarea sa pe tron, în 1469. Nepotul său, Seongjong a urcat pe tron. Domnia sa a fost marcată de prosperitate și creștere economică. El a încurajat savanții neo-confucianiști numiți Sarim să intre în politică. Regele Seongjong a înființat Hongmungwan (홍문관, 弘文館), bibliotecă regală și consiliu consultativ format din oameni de știință confucianiști cu care se discutau politicile și filozofiile de guvernare. Domnia sa a fost o epocă de aur pentru cultură, putând să rivalizeze chiar și cu domnia Regelui Sejong cel Mare. Au fost publicate numeroase cărți de geografie, etică și multe alte domenii. El a trimis de asemenea mai multe campanii militare împotriva jurchen-iilor pentru a stabiliza granița de nord.

#### Epurarea literaților

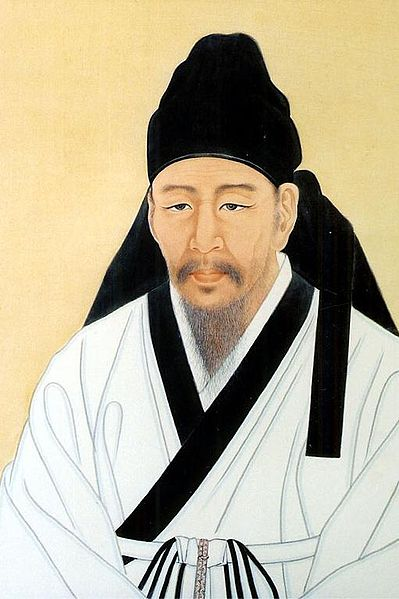
Portretul lui Kim Jong-jik

Termenul de ,,epurarea literaților” este o traducere dată de profesorul de istorie coreeană Edward W. Wagner de la Universitatea Harvard pentru termenul coreean ,,sahwa” (사화 士 祸). ,,Sahwa” înseamnă literar ,,dezastrul seonbi” și se referă la o serie de persecuții politice din secolele al XV-lea și al XVI-lea când oamenii de știință Sarim au fost persecutați de rivalii lor politici. Politica de la mijlocul perioadei Dinastiei Joseon a fost puternic marcată de o luptă pentru putere între două facțiuni aristocratice: Yangban (adânc înrădăcinatele elite de putere Hungu) și Seonbi (relativ noii savanți Sarim care aparțineau școlilor neo-confucianiste ale lui Kim Jong-jik și altor gânditori). Savanții Sarim au evitat în general curtea regală, studiind neo-confucianismul în provinciile rurale mai ales după uzurparea tronului de către Regele Sejo în 1455. Totuși, aceștia au început să intre în politică în timpul domniei Regelui Seongjong. Ei au ocupat poziții cheie în primul rând în așa numitele ,,Trei Oficii” (삼사), în funcțiile de la Biroul Inspectorului General (al cărui rol principal era punerea sub acuzare a oficialilor guvernamentali pentru activități inadecvate sau corupte), Biroul de Cenzori (al cărui rol era de a critica acțiunile și politicile inadecvate ale regelui și miniștrilor) și Hongmoongwan (bibliotecă și consiliu consultativ care preda regelui istoria și învățăturile confucianiste). Ei erau bine reprezentați și în Oficiul Primăverii și al Toamnei unde lucrau istoriografii și erau păstrate înregistrările guvernamentale. Din aceste instituții, care erau create pentru supravegherea puterii regelui și a guvernului central, oamenii de știință Sarim atacau puternic înrădăcinata facțiune Hungu ai cărei membrii dețineau funcții importante în Consiliul de Stat și în Cele Șase Ministere, condamnând membrii acesteia pentru corupție sau incorectitudine. Conflictul ulterior dintre cele două facțiuni a dus la patru persecuții sângeroase între anii 1498 și 1545.

#### Prima persecuție a literaților (1498)

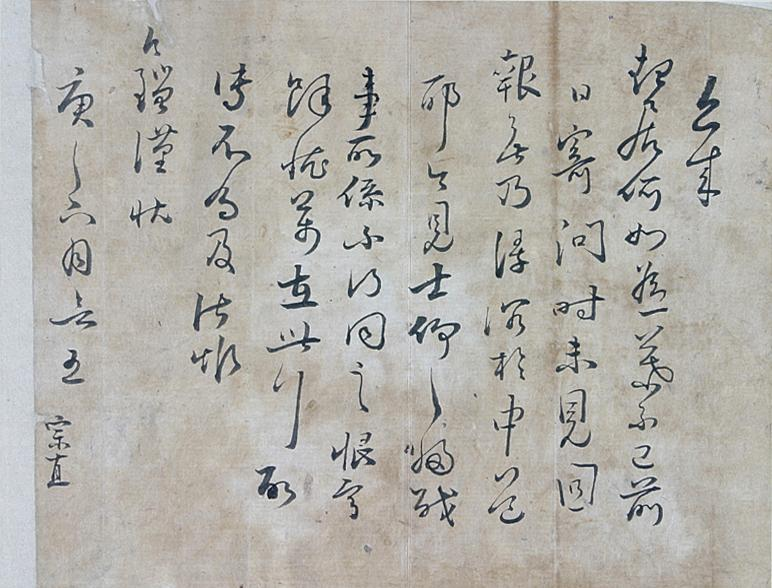
Scrisoare scrisă de Kim Jong-jik

Prima și cea de-a doua persecuție a savanților au avut loc în timpul domniei Regelui Yeonsangun, succesorul regelui Seongjong. Prima persecuție a avut loc în 1498, fiind numită Muo Sahwa (무오 사화, 戊午 士 祸). A început ca o ranchiună personală a lui Yi Guk-don asupra lui  Kim Il-son, care l-a pus sub acuzare. Amândoi au fost repartizați pentru a adăuga înregistrările legate de domnia regelui Seongjong la Analele Dinastiei Joseon și Kim Il-son, un discipol al lui Kim Jong-jik, a inclus critica privind uzurparea tronului de către Regele Sejo în compilarea sa. Kim Jong-jik a scris o operă în care și-a exprimat jalea la adresa uciderii Împăratului Yi din Chu (împărat din istoria antică chineză) de către Xiang Yu când a auzit de uciderea lui Danjong la ordinul Regelui Sejo. Când Yi Guk-don, superiorul lui Kim Il-son a aflat acest lucru, el a sesizat o șansă de răzbunare. Kim Il-son și alți adepți ai lui Kim Jong-jik au fost acuzați de trădare de către facțiunea Hungu, facțiune ai cărei membrii și-au dobândit puterea prin sprijinul Regelui Sejo. Regele actual, Yeonsangun era un descendent al Regelui Sejo așa că viziunea savanților Sarim, care considerau că Sejo a uzurpat tronul, era considerată o trădare. Yeonsangun, care detesta academiile și era cunoscut pentru transformarea sălii regale de studiu Seonggyungwan în bordel personal, a găsit ocazia de a persecuta savanții Sarim și a slăbi Cele Trei Oficii. Kim Il-son și alți doi au fost executați prin smulgerea membrelor cu ajutorul boilor iar alți trei au fost executați prin decapitare. Trupul lui Kim Jong-jik a fost exhumat și decapitat iar alți cel puțin 18 au fost exilați. Yeonsangun a ordonat tuturor oficialilor curții să privească execuția lui Kim și chiar a cerut notarea celor care nu au fost prezenți sau și-au întors privirea pentru a fi pedepsiți.

#### A doua persecuție a literaților (1504)
A doua persecuție a literaților sau Kapcha Sahwa (갑자사화, 甲子士禍), a urmat atunci când Yeonsangun a descoperit în cele din urmă că mama sa reală nu a fost Regina Jung-hyeon ci Consoarta Yoon care a fost executată în 1482 pentru uciderea din gelozie a unei concubine de-a Regelui Seongjong și zgârierea feței Regelui Seongjong. Când Yeonsangun a aflat detalii despre moartea mamei lui și a primit o piesă de îmbrăcăminte murdară de sângele pe care mama sa l-a vomitat atunci când a fost otrăvită, a ordonat execuția a două concubine ale tatălui său care au fost responsabile de moartea mamei sale și a oficialilor care au fost de acord cu execuția Consoartei Yoon. De această dată, regele a lovit fără discriminare atât facțiunea Hungu cât și ceea ce mai rămăsese din savanții Sarim, executând chiar și pe cei ce i-au sugerat să facă prima persecuție. Cel puțin 36 de oficiali au fost executați prin otrăvire iar corpurile a opt oficiali decedați au fost exhumate și mutilate. Numărul de decese a fost mult mai mare deoarece regele a poruncit ca și familiile și rudele celor condamnați să fie pedepsite. Bărbații au fost executați iar femeile transformate în sclave. Până la sfârșit, curtea a rămas fără 239 de funcționari. Unii au fost executați, alții exilați, iar ceilalți concediați. Yeonsangun a fost detronat de oficialii Hungu rămași iar fratele său vitreg, Jungjong, a devenit al unsprezecelea rege al Joseon în 1506.

#### A treia persecuție a literaților (1519)

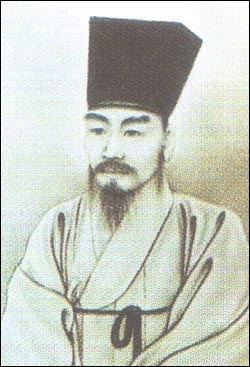
Portretul lui Jo Gwang-jo

A treia persecuție a literaților din 1519, numită și Kimyo Sahwa sau Gimyo Sahwa (기묘사화, 己卯士禍) este una dintre cele mai dezbătute persecuții ale literaților deoarece facțiunea Sarim deținea puterea politică și era pe cale de a face reforme semnificative în momentul persecuției. Regele Jungjong a făcut eforturi pentru a elimina excesele făcute de regele Yeonsangun și a reveni la era lui Seongjong, dar autoritatea regală era limitată de puternicii nobili care au organizaseră lovitura de stat și îl puseseră pe tron. Numai atunci când trei lideri principali ai loviturii de stat au murit de bătrânețe, regele a început să își afirme autoritatea și să restrângă puterea facțiunii Hungu. Regele l-a găsit pe Jo Gwang-jo, un lider tânăr și energic al facțiunii Sarim, care a devenit în scurt timp omul cel mai de încredere al regelui Jungjong. El se bucura de încrederea completă a regelui într-o așa măsură încât regele a anulat un război planificat la singura opoziție din partea lui Jo. Cu sprijinul regelui Jungjong, acesta a avansat, ajungând în doar patru ani, prin promovări fără precedent, la funcția de inspector general. Jo a adus din provinciile rurale tineri cu viziuni similare în număr mare la curtea regelui Jungjong. Sub conducerea sa facțiunea Sarim a inițiat o serie de reforme cum ar fi: stabilirea unui sistem de autoguvernare locală numit Hyang'yak, răspândirea convingerilor confucianiste pe scară largă în rândul poporului, asociindu-le cu versiuni folclorice, reducerea numărului de sclavi și a urmărit repartizarea terenurilor în mod egal, limitând cantitatea de terenuri deținute de bogați. Jo a crezut că orice om talentat, inclusiv sclavii, trebuie numit într-o funcție oficială, indiferent de poziția socială. De exemplu, el a întâlnit un măcelar care nu avea nume și era de cea mai joasă condiție socială. Jo a fost uimit de cunoștințele lui, a discutat cu el probleme de stat și chiar a propus ca acesta să devină un oficial al guvernului. Conform Analelor Dinastiei Joseon, nici un oficial din provincie nu a îndrăznit să primească mită sau să exploateze populația din cauza controlului strict al Inspectoratului General. Faimosul filozof coreean Yi I spunea că Jo era atât de apreciat de popor încât atunci când ieșea pe stradă, oamenii se adunau spunând ,,Stăpânul nostru se apropie.”
Aceste reforme radicale au generat ostilitate feroce și rezistență din partea facțiunii Hungu. Jo și-a făcut de asemenea mulți dușmani politici discreditându-i pe așa-zișii ,,eroi ai loviturii de stat din 1506”. Atunci când acesta a afirmat că mulți dintre presupușii contribuabili la lovitura de stat din 1506 nu au contribuit de fapt și a anulat privilegiile lor speciale cum ar fi scutirile de impozite sau bursele imense, facțiunea Hungu a început să comploteze înlăturarea lui Jo. La începutul anului 1519, unii oficiali Hungu au complotat asasinarea oficialilor Sarim dar complotul a fost descoperit la timp.

###### ,,Jo va deveni rege”

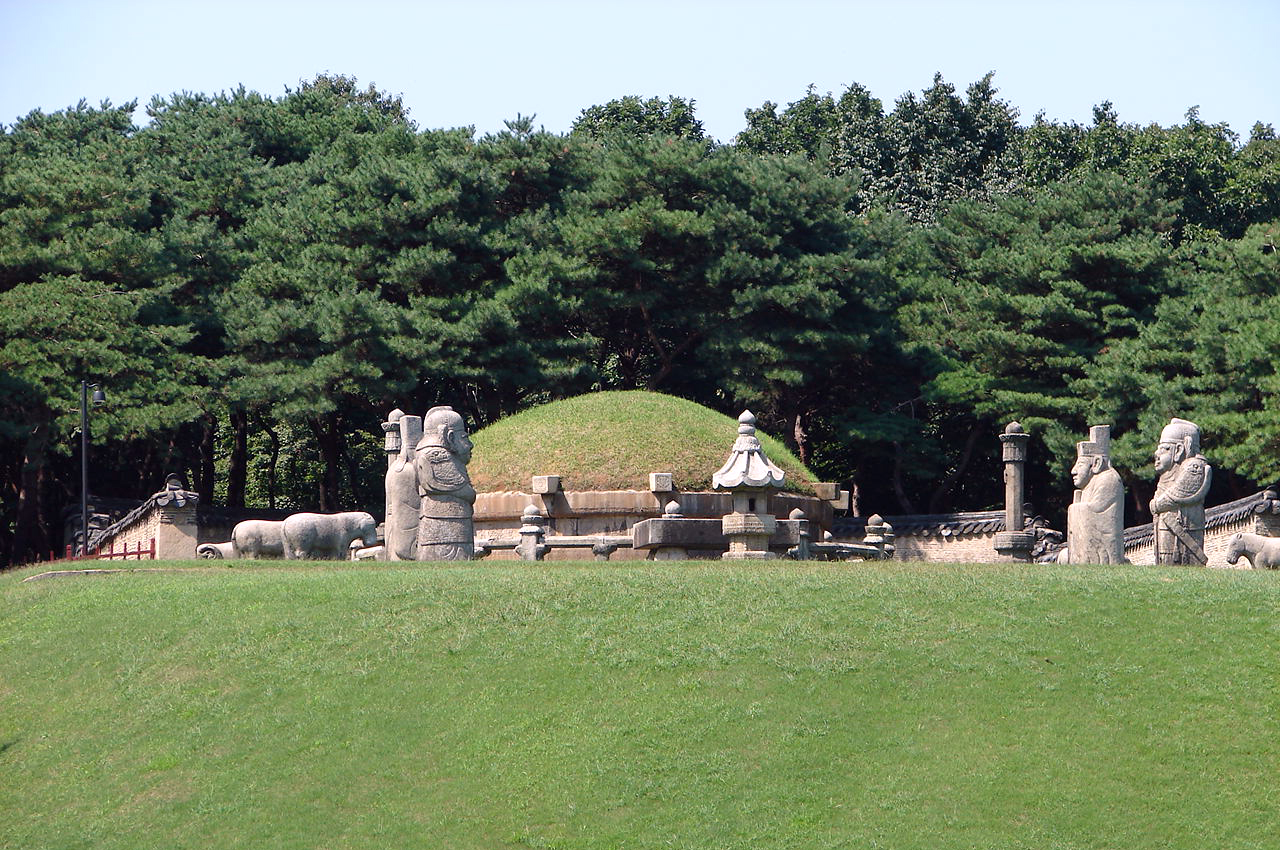
Mormântul regelui Jungjong

Caracterul lui Jo care nu accepta compromisuri și cererile frecvente pentru a sprijini programele sale radicale au început să îl irite pe rege. Mai mult decât atât, consoarta Gyeong din clanul Park și consoarta Hui din clanul Hong (fiica liderului facțiunii Hungu, Hong Kyung-ju) au încercat să îl îndepărteze pe regele Jungjong de Jo, punând de multe ori la îndoială loialitatea lui Jo și spunând că sprijinul popular îl va schimba pe acesta. La ordinul lui Hong Kyung-ju, ministrul riturilor, Nam Gon, împreună cu Shim Jung și alți lideri Hungu i-au spus regelui Jungjong că poporul crede că Jo a guvernat până acum țara și vrea să îl facă pe acesta regele său. Ei i-au spus regelui că, chiar dacă Jo îi este loial, el nu ar putea să își oprească susținătorii să facă acest lucru. În conformitate cu Analele Dinastiei Joseon, pentru a-l acuza pe Jo de calomnie, a scris cu miere sau apă cu zahăr pe frunze de dud: ,,Ju cho va deveni rege” (주초 위왕, 走 肖 为 王) ca apoi omizile să lase urme pe frunze și să pară scris de acestea. Atunci când caracterele chinezești "ju" (走) și "Cho" (肖) sunt puse împreună, ele formează un nou caracter, "jo" (赵). Cu acest caracter se scria numele de familie a lui Jo Gwang-jo. Consoarta Hong sau consoarta Park i-a arătat frunza lui Jungjong și a susținut că aceasta este o avertizare a cerului care spune că Jo își va însuși tronul după eliminarea facțiuni Hungu. Jungjong, care a ajuns rege printr-o lovitură de stat, a început să nu mai aibă încredere în Jo. Trebuie remarcat că atunci când dinastia Goryeo a căzut, fiind înlocuită de dinastia Joseon, era la modă să se spună: ,,Fiul lemnului va obține țara” (목자득국 木子得國). Cele două caractere hanja care însemnau ,,lemn” (木) și ,,fiu” (子) formează atunci când sunt combinate un nou caracter, ,,Yi” (李), care s-a întâmplat să fie caracterul cu care se scria numele de familie al generalului Yi Seong-gye, cel care l-a detronat pe ultimul rege din dinastia Goryeo și a fondat dinastia Joseon. Această frază l-a ajutat pe Yi Seong-gye să câștige sprijinul poporului din cauză că poporul credea că noua dinastie a fost instaurată din voia cerului. Acum, fiind sigur că Jungjong s-a înstrăinat suficient de Jo, Hong Kyung-ju a intrat în secret în palat spunându-i regelui că la curtea regală sunt doar suporteri ai lui Jo, așa că nimeni nu se poate opune lui Jo în mod direct. Când Jo i-a cerut regelui să revoce privilegiile falșilor contribuabili ai loviturii de stat din 1506, acesta a fost și mai suspicios în privința sa. Jungjong a trimis în secret o scrisoare lui Hong Kyung-ju, exprimându-și teama că Jo Gwang-jo va continua să conteste legitimitatea loviturii de stat și în cele din urmă se va întoarce împotriva sa. Jungjong a instruit liderii facțiunii Hungu să-l ucidă pe Jo și apoi să-l informeze. La data de 15 noiembrie 1519, liderii Hungu au intrat în palat în secret, pe timp de noapte, pentru a evita Secretariatul Regal și a-i prezenta regelui acuzațile scrise împotriva lui Jo. Acuzațiile împotriva lui Jo și a susținătorilor săi erau: înșelarea regelui, provocarea de tulburări în țară prin crearea unei clici care să conducă abuziv și să promoveze doar susținători săi, eliminându-și adversarii. Inspectorul Jo Gwang-jo, ministrul justiției Kim Jung și alți șase au fost arestați rapid și erau pe cale să fie executați pe cale extrajudiciară, fără vreun proces sau investigație. Întregul eveniment a avut aspectul unei lovituri de stat cu excepția faptului că cel care acționa era însuși regele.

###### ,,Care este crima lor?”

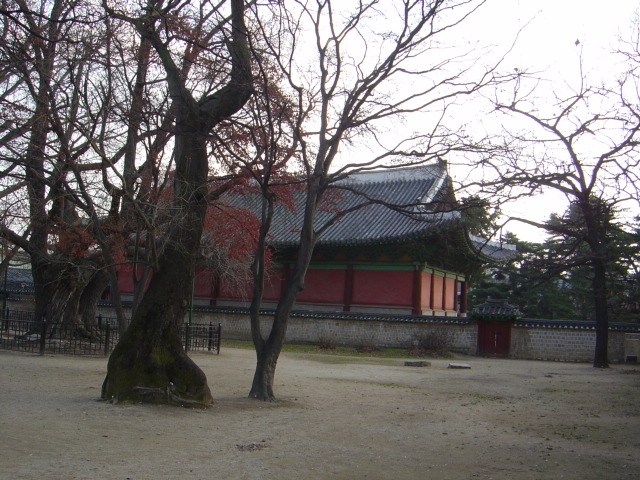
Incinta Universității Seonggyungwan

Ei ar fi fost uciși imediat dacă ministrul de război Yi Jang-gon, care a participat la arestarea oficialilor Sarim, nu ar fi implorat consultarea miniștrilor pentru o astfel de decizie. Reuniunea cabinetului, care a avut loc în ziua următoare pentru a decide soarta lui Jo, este descrisă detaliat în Analele Dinastiei Joseon. Cei mai mulți oficiali au fost șocați de arestarea lui Jo și intenția regelui de a-l executa. Ei au spus că Jo a luat măsuri extremiste doar din zelul său tineresc și din dorința de a îmbunătăți situația țării, dar niciodată nu a pus pe primul loc interesele personale. Șeful Consiliului de Stat, Jeong Gwang-pil, care se contrazisese de multe ori cu Jo, a fost abordat de Nam Gon pentru sprijin și a implorat cu lacrimi în ochi: ''Am asistat la multe lucruri îngrozitoare în timpul domniei regelui detronat (Yeonsangun) dar cum mi-aș putea imagina să văd un astfel de lucru din nou, chiar și după ce am întâlnit un rege înțelept?'' Șeful Consiliului de Stat împreună cu șase miniștri au încercat să îl înduplece pe rege spunând că pedepsirea lui Jo și a altora în acest mod, fără dovezi, ar fi o pată pe reputația regelui. Optsprezece oficiali tineri i-au cerut regelui să-i închidă alături de Jo. Până și Hong Sook care a devenit peste noapte ministru al justiției și l-a interogat pe Jo i-a spus regelui că a fost profund marcat de loialitatea acestuia. Noul inspector general, Yu Eun, a protestat și mai puternic spunând: ''Dacă Jo Gwang-jo este vinovat, el ar trebui să fie pedepsit în mod deschis și clar. Dar Maiestatea Voastră pledează pentru o astfel de pedeapsă pe baza unor cuvinte spuse în secret de către doi oameni în miez de noapte? Ce este atât de complicat pentru Maiestatea Voastră să pedepsiți câțiva seonbi, încât trebuie să faceți acest lucru în secret și prin trimiterea unui mesaj? Dacă există o crimă, ar trebui pedepsită clar și pe bună dreptate, dar Maiestatea Voastră păreți să fiți prietenos cu persoane din exterior, în timp ce vă gândiți la eliminarea lor.''  Între timp, 150 de studenți de la Seonggyungwan au luat cu asalt palatul, protestând față de arestarea lui Jo și strigându-și rugămințile. Și mai târziu, 240 de studenți au venit, susținând nevinovăția lui Jo și cerând să fie închiși împreună cu acesta. Un astfel de sprijin pentru Jo a crescut suspiciunile și furia regelui. Mai târziu Jeong, șeful Consiliului de Stat, adjunctul său  Ahn Dang și chiar ministrul de război Yi Jang-gon au fost dați afară pentru că s-au opus execuției lui Jo.

###### Persecutarea oamenilor de știință Sarim

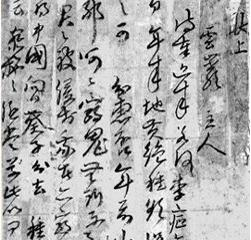
Scrisoare scrisă de Jo Gwang-jo

Jo Gwang-jo a fost complet luat prin surprindere încă de la începutul evenimentelor. Facțiunea Sarim marcase cea mai mare victorie a sa doar patru zile în urmă când regele revocase statutul special a 70 de funcționari Hungu. El a continuat să creadă că regele a fost indus în eroare de către răii miniștrii Hungu și că va fi capabil să îi dovedească regelui loialitatea sa în timpul interogatoriului. El i-a scris lui Jungjong că se teme că această acțiune ar putea deveni o persecuție sângeroasă și ar fi în stare să moară de zece mii de ori dacă regele îi va mai acorda o audiență. Cu toate acestea, el nu a mai avut o șansă să îl vadă pe Jungjong. Din cauza petiților pentru clemență, regele a comutat pedeapsa lui Jo de la moarte la exil. Jo Gwang-jo a fost exilat în Neung-ju. Dar la mai puțin de o lună mai târziu, Jungjong a concediat mulți miniștri care au cerut clemență pentru Jo și a poruncit ca Jo să fie otrăvit. Înainte de a bea otravă, Jo a scris un poem în care și-a declarat loialitatea și s-a închinat de patru ori la palat. Mai târziu, când a fost o secetă severă în țară, poporul l-a blamat pe rege, spunând că aceasta este o pedeapsă a cerului pentru uciderea unui seonbi nevinovat.
Kim Jung și alte trei persoane au fost de asemenea executate în 1520, iar zeci de oameni de știință Sarim au fost exilați. Mulți alții au părăsit guvernul central, retrăgându-se în provinciile rurale în semn de protest. În 1521, fiul lui Ahn Dang a fost acuzat că ar fi complotat să îi asasineze pe Nam Gon și Shim Jung. Zeci de persoane printre care și Ahn Dang au fost executate. În total 225 de funcționari au fost afectați de această persecuție. Cele multe dintre reformele lui Jo au fost revocate odată cu căderea sa. În cele din urmă, Jungjong a renunțat să mai fie un reformator deoarece fie nu mai avea încredere în programele făcute de Jo Gwang-jo, fie se temea că acesta va câștiga prea multă faimă în viitor. Atunci când se ocupaseră împreună de reforme, regele fusese preocupat mai mult de întărirea autorității regale, în timp ce Jo fusese preocupat mai mult de ideologia neo-confucianistă, ideologie care prevedea că autoritatea regală trebuie să fie reglementată de învățăturile lui Confucius și Mencius.
A treia persecuție a literaților a fost în general considerată o oportunitate pierdută de către generațiile următoare de a crea societatea neo-confucianistă ideală deoarece în curând politica din Joseon avea să degenereze în lupte între socrii și rude ale familiei regale. Mai târziu, victimele sale numite ,,Gimyo Sarim” (înțelepții Gimyo) aveau să fie venerați ca martiri ai confucianismului în timp ce instigatorii la persecuții au devenit simboluri ale răutății pentru multe generații. De exemplu, peștele fermentat de cea mai slabă calitate este numit încă ,,gonjangyi”, cuvânt compus de la prenumele lui Nam Gon și prenumele lui Shim Jung. Nam Gon, unul dintre principalii conspiratori și instigatori la persecuție, a regretat la bătrânețe rolul său în masacru și a dorit ca toate scrierile sale să fie arse. Din toate scrierile sale nu a mai rămas decât un poem scurt deși el fusese un scriitor celebru.

#### A patra persecuție a literaților (1545)
În 1544, când Jungjong a murit iar prințul coroanei, Injong, a devenit al doisprezecelea rege, facțiunea Sarim a început din nou să spere. El i-a numit pe  Yi Eonjeok și alți celebri savanți Sarim în funcții înalte și i-a reabilitat pe Jo Gwang-jo și pe alți savanți care fuseseră victime ale persecuției. Din păcate, domnia lui Injong avea să fie cea mai scurtă dintre toate domniile regilor Joseon. Injong a murit la opt luni de domnie, iar Myeongjong a devenit al treisprezecelea rege al Joseon la vârsta de doisprezece ani. Mama sa, regina Munjeong, a devenit regentă, iar fratele său, Yoon Hyung Won, deținea o putere enormă. Mulți din facțiunea Sarim credeau că Injong a fost otrăvit de regina Munjeong dar nu există dovezi pentru aceasta. Mica facțiune Yoon nu a fost persecutată în timpul domniei lui Injong dar Yoon Won-hyung și Yoon Won-ro au fost alungați de rege după ce fuseseră acuzați de membrii Marii Facțiuni Yoon. După ce a fost restabilit, Yoon Wong-hyung i-a acuzat pe Yoon Im și pe susținătorii săi că ar fi complotat să aducă pe tron, după moartea lui Injong, un alt prinț și nu pe Myeongjong. Această tactică a acuzațiilor și zvonurilor a eșuat prima dată ducând doar la câteva exilări dar acuzarea lui Yoon Im de trădare a tot continuat până când a condus la a patra persecuție a literaților când prințul Yoon Im și nouă dintre susținătorii săi, inclusiv savanți Sarim, au fost executați. După această persecuție inițială, Yoon Won-hyung a continuat peste cinci ani să își elimine rivalii oameni de știință Sarim până când numărul total de execuții a depășit 100 iar Yi Eonjeok a fost exilat. Yoon Won-hyung și-a ucis chiar și frate mai mare, pe Yoon Won-ro, în lupta pentru putere ce a urmat. După moartea reginei Munjong, în 1565, regele Myeongjong l-a exilat pe  Yoon Won-hyung, care a murit sau s-a sinucis în același an. Regele a încercat să guverneze cât mai bine prin recrutarea de oameni talentați dar a murit doi ani mai târziu. Împreună cu Kim Anro, Yoon Won-hyung este considerat unul dintre cei mai răi politicieni ai dinastiei Joseon.

###### Lupta pentru putere a cuscrilor
Spre deosebire de alte persecuții ale literaților, a patra persecuție a literaților (1545) sau Ulsa Sahwa (을사 사화, 乙巳 士 祸) a fost în mare măsură un rezultat al luptei pentru putere dintre rudele prinților concurenți. După căderea lui Jo Gwang-jo, facțiunea lui Nam Gon și Shim Jung și facțiunea lui Kim Anro s-au luptat pentru putere după ce fiul lui Kim Anro s-a căsătorit cu fiica mai mare a lui Jungjong. Kim Anro a fost exilat de către Nam Gon și Shim Jung pentru abuz de putere dar a revenit din exil după moartea lui Nam Gon și l-a alungat cu succes pe Shim Jung acuzându-l că a luat mită de la consoarta Park pentru a o ajuta să îl pună pe fiul ei în locul prințului moștenitor. Mai târziu, el i-a acuzat pe Shim Jung și consoarta Park că i-au făcut farmece prințului moștenitor. Un șobolan mort a cărui gură, ochi și urechi au fost arse cu un fier încins pentru a arăta ca un porc a fost găsit spânzurat într-un copac din palatul prințului moștenitor de ziua acestuia. Existau de asemenea fraze de blestemare a prințului moștenitor a cărui semn zodiacal chinezesc era porcul. Consoarta Park a fost principala suspectă deoarece ea a mai fusese acuzată de complot pentru a-l schimba pe prințul moștenitor cu fiul ei. Acestea s-au dovedit făcute de Kim Anro după căderea sa. Consoarta Park, fiul ei, care era prințul Buksong și Shim Jung au fost executați. Kim Anro și-a declanșat domnia de teroare împotriva rivalilor săi politici, în numele protejării prințului moștenitor. El a încercat chiar să o detroneze pe regina Munjeong care născuse un fiu (cel care avea să devină regele Myeongjong) dar această încercare a dus la prăbușirea sa. El a fost executat în 1537. După căderea lui Kim Anro, Yoon Im (care era unchiul din partea mamei al prințului moștenitor Injong), Yoon Won-ro și Yoon Won-hyung (care erau frații reginei Munjeong) au umplut golul de putere. Yoon Im și frații Yoon erau rude apropiate după normele perioadei. Străbunicul lui Yoon Im fusese fratele mai mare a stră-străbunicului fraților Yoon. Mulți oficiali s-au adunat în jurul celor două centre de putere, creându-se două facțiuni politice separate. Facțiunea lui Yoon Im a ajuns cunoscută ca ,,Marii Yoon” în timp ce facțiunea fraților Yoon a ajuns cunoscută ca ,,Micii Yoon”. Până atunci, Jungjong a promovat din nou savanți Sarim prin rechemarea acestora din exil și reconfirmarea funcților lor de la curte pentru a restrânge puterea facțiunii Hungu. Mulți oameni de știință Sarim s-au alăturat Marilor Yoon deoarece aveau mari speranțe că prințul moștenitor care studiase avându-i ca mentori pe Jo Gwang-jo și Yi Hwang va deveni un conducător binevoitor.

#### Urmări

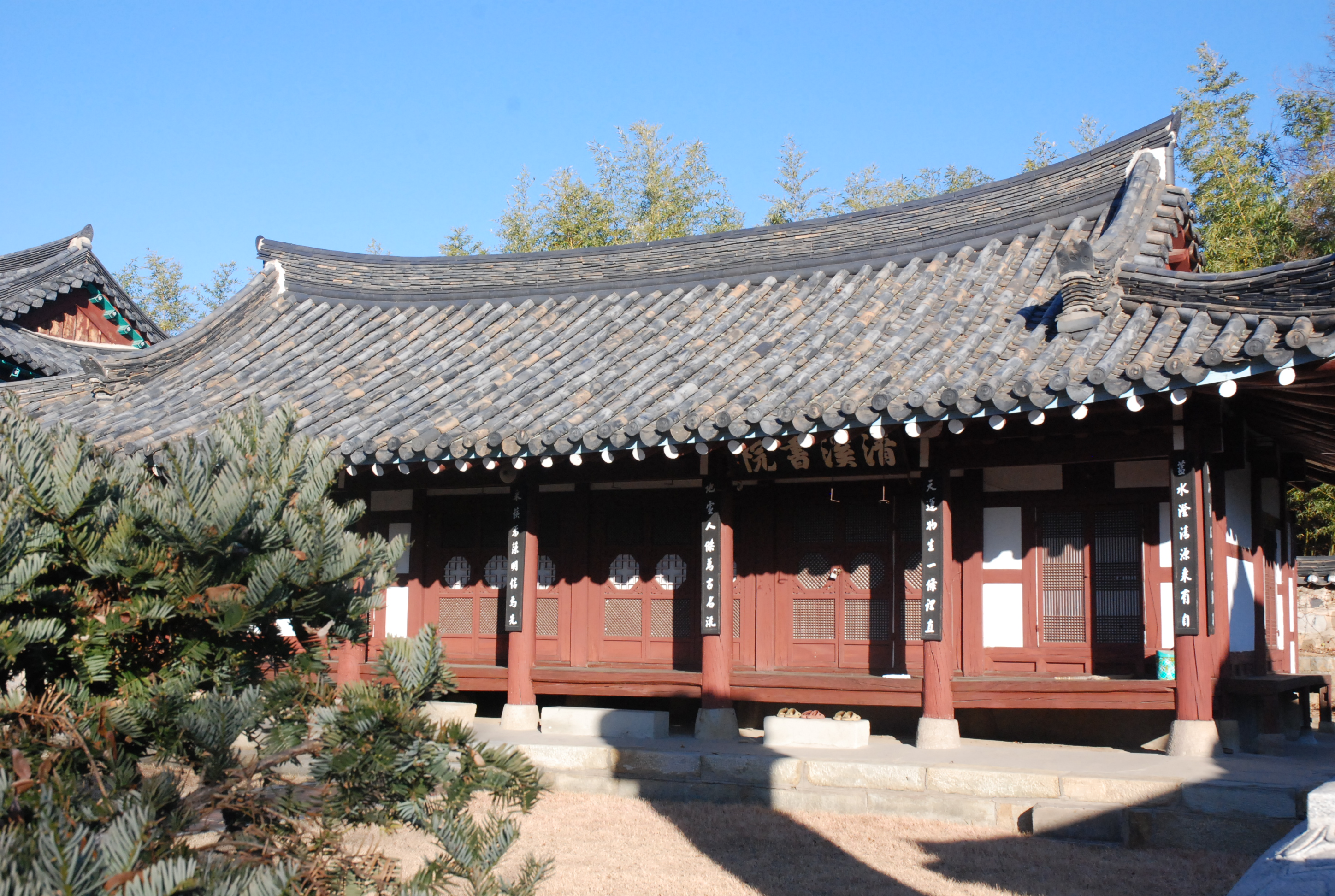
Chunggoe seowon (un exemplu de seowon)

Aceste patru persecuții au decimat facțiunea Sarim iar cei care au rămas în viață s-au întors la țară unde au înființat școli numite seowon. De exemplu, Yi Hwang a părăsit politica în urma celei de-a patra persecuții, întorcându-se la țară de unde nu a mai vrut că se mai întoarcă la curte, în ciuda numeroaselor chemări din partea regelui Myeongjong. Alți filozofi celebri cum ar fi Jo Shik, Seo Gyeong-deok și Seoung Soo-chim au întors spatele politicii după moartea lui Jo Gwang-jo. Jo Shik a refuzat numirea sa, scriindu-i lui Myeongjong: ,,Sub domnia Maiestății Voastre situația a luat-o deja razna iar temelia țării s-a prăbușit deja. Voința Cerului v-a părăsit la fel și sprijinul oamenilor... Regina regentă este grijulie dar ea este doar o văduvă adâncită în interiorul palatului. Maiestatea Voastră sunteți tânăr și singurul moștenitor al fostului rege. Prin urmare cum ar fi să se ocupe de mii de dezastre naturale și de milioanele de bucățele din inimile oamenilor.”  (În vremea Dinastiei Joseon se credea că dezastrele naturale apar din vina regelui). Cu toate acestea, Sarim a continuat să prospere în provinciile rurale cu ajutorul seowon-urilor sale și a sistemului Hyang'yak. În timpul domniei regelui Seonjo, succesorul lui Myeongjong, facțiunea Sarim a câștigat controlul asupra guvernului central, dominând politica Joseon-ului din acea vreme.

#### Reinterpretări moderne
Interpretarea de mai sus a epurării literaților se bazează pe ideile tradiționale larg acceptate despre subiect, care provin în mare măsură din punctul de vedere al facțiunii Sarim. Analele Dinastiei Joseon și marea parte de date despre aceste evenimente au fost scrise de către oamenii de știință Sarim, chiar înainte de a apărea ca eventuali învingători. Unii istorici au încercat să reinterpreteze epurările literaților ca urmări a luptei dintre regi (care doreau instaurarea unei monarhii absolute) și aristocrați (care pretindeau că adevărata loialitate față de rege se manifestă subliniindu-i greșelile dacă este necesar și ghidându-l pe acesta și transformându-l într-un filozof confucianist binevoitor). Învățații Sarim aveau tendința de a ocupa poziții cheie în Cele Trei Oficii, fapt ce îi punea în conflict cu regele și miniștrii de rang înalt. Din acest punct de vedere, distincția dintre facțiunile Sarim și Hungu era în mare parte artificială iar diviziunea în aristocrație s-a produs mai mult din cauza legăturilor familiare decât din cauza diferențelor de filozofie.

#### Alte persecuții
După A Patra Persecuție a Literaților (1545) au mai urmat o serie de persecuții similare ca urmare a luptelor dintre facțiuni, dar ele nu au mai primit denumirea de ,,persecuții ale literaților” sau sahwa (사화) în coreeană, denumire care se referea la persecutarea învățaților Sarim de către facțiunea Hungu în secolul al XV-lea și începutul secolului al XVI-lea. Persecuțiile ulterioare au primit diverse denumiri cum ar fi oksa (caz de trădare), muok (caz de trădare fals), hwanguk (schimbare de putere) sau bakhae (persecuție, referindu-se în special la persecutarea celor de credință catolică în secolul al XIX-lea). Un exemplu notabil al persecuțiilor târzii asupra savanților Sarim a fost Cazul de Trădare din 1589 sau Gichuk Oksa, caz care este numit uneori ,,A Cincea persecuție a literaților” deși atât instigatorii cât și victimele au fost de data aceasta membrii facțiunii Sarim. În aceste persecuții târzii, facțiunile victime ar dori ca și aceste persecuții să fie numite ,,persecuții ale literaților (sahwa)” pentru a simboliza inocența lor și greșelile facțiunilor rivale. 
- Oksa (Caz de trădare)
  - Shinsa Muok (신사무옥) sau cazul fals de trădare din 1521- La trei ani de la A Treia Persecuție a Literaților, susținătorii lui Jo Gwang-jo au fost acuzați de tentativă de asasinat la adresa lui Nam Gon și Shim Jeong și au fost executați.
  - Gichuk Oksa (기축 옥사) sau cazul de trădare din 1589 - Cea mai sângeroasă persecuție din istoria Joseon, în care Facțiunea de Vest a persecutat membrii facțiunii rivale (de Est). 1000 de membri ai Facțiunii de Est au fost exilați sau executați. (Seonjo)
  - Gyechuk Oksa (계축 옥사) sau cazul de trădare din 1613 - După ce Gwanghaegun a ajuns pe tron, Marea Facțiune de Nord a acuzat Mica Facțiune de Nord că ar fi complotat pentru al detrona pe Gwanghaegun și a-l pune rege pe fratele vitreg al acestuia. Excesele Marii Facțiuni de Nord au dus la o lovitură de stat când cei din Facțiunea de Sud și cei din Facțiunea de Vest l-au adus pe tron pe regele Injo.
  - Shinyim Oksa (신임 옥사) sau cazul de trădare din 1721 și 1722- Liderii Facțiunii Noron (diviziune a Facțiunii de Vest) l-au sprijinit pe Yeonyingun (mai târziu regele Yeongjo) să obțină regența în locul bolnăviciosului Gyeongjong. Ei au fost acuzați de lipsă de loialitate iar patru dintre ei au fost executați în 1721. În 1722, facțiunile Soron și Namin au acuzat Facțiunea Noron că ar fi complotat asasinarea lui Gyeongjong iar opt lideri care au susținut din nou regența lui Yeonyingun au fost executați.
  - Eulhae Oksa (을해 옥사) sau cazul de trădare din 1755- După ce Yeonyingun a ajuns pe tron devenind regele Yeongjo, Facțiunea Soron a fost alungață de la putere ca răspuns la Shinyim Oksa. Cinci membrii Soron au fost acuzați de trădare și executați.
- Hwanguk (Schimbare de putere) - Persecuțiile din timpul domniei lui Sukjong sunt numite hwanguk, ceea ce înseamnă schimbare bruscă de guvern. Aceste cazuri au marcat reapariția persecuțiilor după un secol de rivalitate pașnică între Facțiunea de Sud și facțiunea de Vest. 
  - Gyeonshin Hwanguk (경신 환국) sau schimbarea de putere din 1680 - Doi lideri ai Facțiunii de Sud au fost acuzați de către Facțiunea de Vest că ar fi complotat să îl detroneze pe Sukjong. (Sukjong)
  - Gisa Hwanguk (기사 환국) sau schimbarea de putere din 1689 - Facțiunea de Vest a fost înlăturată de la putere pentru că s-a opus numirii prințului moștenitor. Song Siyeol și alții au fost executați. (Sukjong)
  - Gaapsul Hwanguk (갑술환국) sau schimbarea de putere din 1694 - Încercarea Facțiunii de Sud de a înlătura Facțiunea de Vest acuzând-o că a încercat să o readucă pe regina detronată Inhyeon eșuează. Facțiunea de Sud nu s-a mai putut revigora din punct de vedere politic după această persecuție. Cu toate acestea, Facțiunea de Vest se împărțise deja în Facțiunea Noron și Facțiunea Soron. (Sukjong)
  - Shinchuk Hwanguk (신축 환국) sau schimbarea de putere din 1721 - Facțiunea Noron pierde puterea în urma Shinyim Oksa. (Gyeongjong)
  - Eulsa Hwanguk (을사 환국) sau schimbarea de putere din 1725 - Yeongjo devine rege iar Facțiunea Noron își recapătă puterea.
  - Jeongmi Hwanguk (정미 환국) sau schimbarea de putere din 1727 - Regele Yeongjo înlocuiește extremiștii cu moderații atât în cazul Facțiunii Noron cât și în cazul Facțiunii Soron.
- Bakhae (Persecuție) - au fost numite de asemenea și Saok (사옥), însemnând ,,Caz de erezie”
  - Sinhae Bakhae (신해 박해) sau persecuția din 1781 - Prima persecuție a catolicilor din Coreea. Facțiunea Noron s-a scindat în Facțiunea Byeokpa care dorea persecutarea catolicilor și Facțiunea Shipa care se opunea persecuției. Doi catolici au fost executați, dar persecuția a fost oprită atunci când regele Jeongjo a adoptat politica Facțiunii Shipa.
  - Shinyu Bakhae (신유 박해) sau persecuția din 1801 - După moartea regelui Jeongjo, regina Jeongsun și facțiunea consarvatoare Byoekpa au anulat multe dintre reformele regelui Jeongjo și au efectuat cea mai amplă persecuție a catolicilor din Joseon. Aceasta a avut ca scop eliminarea facțiunii liberale Shipa și a Facțiunilor de Sud, facțiuni ai căror lideri printre care și Jeong Yak-yong erau catolici sau aveau rude catolice. 300 de persoane au fost executate iar Jeong Yak-yong a fost exilat. (Sunjo)
  - Gihae Bakhae (기해 박해) sau persecuția din 1839 - Nu a fost nici o persecuție atunci când Facțiunea Shipa a fost la putere dar Facțiunea Byeoka a revenit la putere continuând persecuția catolicilor prin executarea a 119 persoane. (Heonjong)

#### Reprezentări în mass-media coreeană
Persecuțiile literaților au fost frecvent reprezentate în dramele istorice sau filmele coreene. În serialul Dae Jang-geum, tatăl protagonistei principale a fost o victimă a Celei de-a Doua Persecuții a Literaților. Jang-geum însăși și mentorul ei, doamna Han, au suferit în A Treia Persecuție a Literaților, iar Min Jung Ho este portretizat ca un adept al lui Jo Gwang-jo. În drama televizată ,,Immortal Admiral Yi Sun-sin” (2004-5), bunicul lui Yi Sun-shin este descris ca o victimă a Celei de-a Treia Persecuții a Literaților, iar tatăl lui Yi este arestat în timp ce își arăta respectul față de sufletul lui Jo Gwang-jo în casa sa părăsită. Cea de-a treia și cea de-a patra persecuție a literaților reprezintă principala linie a intrigii din drama de televiziune ,,Doamnele de la Palat” (2001). Prima și cea de-a doua persecuție a literaților sunt descrise în dramele de televiziune "Regele și Regina" (1998-2000),  "Regele și I" (2007-2008) precum și de filmul ,,Regele și Clovnul” (2005).

### Perioada medie

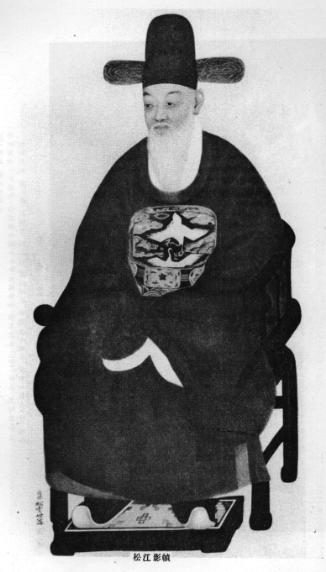
Jeong Cheol (1536-1593)

#### Luptele facțiunilor
Facțiunea Sarim care suferise o serie de înfrângeri politice în timpul domniilor regilor Yeonsangun, Jungjong, și Myeongjong a câștigat controlul asupra guvernului în timpul domniei regelui Seonjo. Odată ajunsă la putere, facțiunea s-a divizat în alte două facțiuni: Facțiunea de Vest și Facțiunea de Est. Facțiunea de Est s-a divizat la rândul său în Facțiunea de Nord și Facțiunea de Sud. Facțiunea de Vest s-a împărțit și ea în Facțiunea Vechii Învățături și Facțiunea Noii Învățături. Schimbările de putere între facțiuni erau adesea însoțite de acuzații de trădare și persecuții sângeroase. Cu fiecare schimbare de regim se iniția un ciclu de răzbunare.
Un exemplu este cazul de trădare Gichuk din 1589 (기축 옥사) în care Jeong Yeo-rip din facțiunea de est a fost acuzat de complot pentru o rebeliune. Jeong Yeo-rip și-a organizat și instruit militar susținătorii pentru a lupta împotriva hoților japonezi. Există încă dispute cu privire la natura și scopul grupării sale care avea ca ideal o societate fără clase sociale și se răspândise în toată provincia Honam. Jeong Cheol, șeful Fracțiunii de Vest s-a ocupat de investigarea cazului. El s-a folosit de acest eveniment pentru a persecuta pe toți membrii Facțiunii de Est care aveau cea mai mică legătură cu  Jeong Yeo-rip. În cele din urmă 1000 de membri ai Facțiunii de Est au fost executați sau exilați.

#### Invaziile japoneze
De-a lungul istoriei coreene, pirații japonezi au atacat Coreea atât pe mare cât și pe uscat, de 529 de ori în timpul dinastiei Goryeo și de 312 ori în timpul dinastiei Joseon. Coreenii s-au ocupat de crearea unei flote puternice care să asigure comerțul pe mare împotriva piraților japonezi. Marina coreeană era superioară piraților datorită tehnologiilor ei avansate. Coreenii, cunoscând praful de pușcă au construit tunuri și săgeți incendiare Singijeon propulsate de dispozitivele Hwacha.

#### Războiul Imjin (1592-1598)
Articol principal : Războiul Imjin

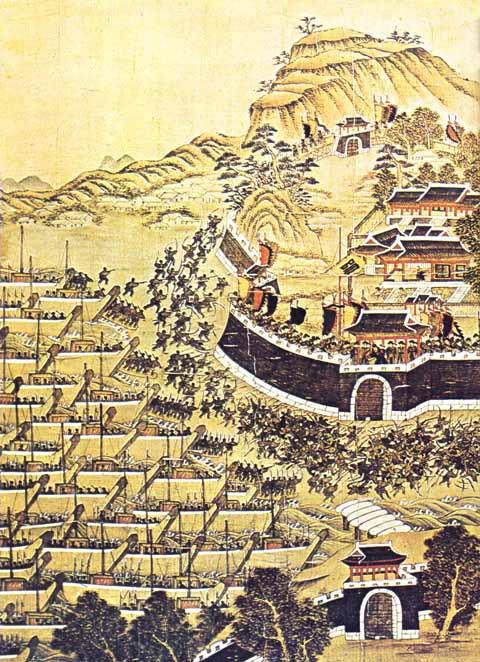
Debarcarea japonezilor în portul Busan

Invaziile japoneze din Coreea au cuprins două operațiuni distincte: invazia inițială din 1592 și invazia a doua din 1597 care a urmat după scurta încetare a focului din 1596. Conflictul s-a încheiat în 1598 printr-un impas militar și retragerea forțelor japoneze din Coreea. Invaziile au fost lansate de Toyotomi Hideyoshi cu intenția de a cuceri atât Joseon-ul cât și Ming-ul. Japonezii au reușit să ocupe rapid peninsula coreeană dar superioritatea numerică a armatei aliate a Joseon și Ming au dus la o retragere a japonezilor spre zonele de coastă și la un impas militar. Odată cu moartea lui Hideyoshi din septembrie 1598, forțele japoneze din Coreea au primit ordin de retragere de la noua guvernare a Consiliului Celor Cinci Bătrâni. După aceasta au urmat negocieri pentru pace care s-au încheiat după mai mulți ani cu normalizarea relațiilor.

### Ultima perioada Joseon
După invaziile din Manciuria, Joseon au cunoscut o perioadă de aproape 200 de ani de pace. Regele Yeongjo si Regele Jeongjo au condus o renaștere a dinastiei Joseon. Sukjong si fiul sau Yeongjo au luptat pentru a rezolva problemele cauzate de politica fracțiunii. Politica Tangpyeong a fost de a îngheța în mod eficient litigiile părților.
Jeongjo aplicat reforme diferite pe parcursul domniei sale, în special de instituire a Kyujanggak, într-o bibliotecă regală, în scopul de a îmbunătăți poziția culturală și politică a Joseon și de a recruta ofițeri supradotați pentru a rula națiuniea. Regele Jeongjo a condus, de asemenea, îndrăznețe inițiative sociale, ca deschiderea pozițiilor guvernamentale pentru cei care ar fi fost anterior interzise din cauza statutului lor social. Regele Jeongjo a avut sprijinul multor savanți Silhak, care au sprijinit puterea regală. Domniei regelui Jeongjo lui a văzut, de asemenea, creșterea în continuare și dezvoltare a culturii populare Joseon lui.
In 1863 Gojong a luat tronul. Tatal lui, regentul Heungseon Daewongun, a condus până la vârsta maturității lui Gojong. În timpul anii 1860 mijlocul Regent a fost principalul adept al izolaționismului și instrumentul de persecutare a catolicimii autohtone și străine, o politică care a dus direct la Campania franceza impotriva Coreei, 1866. The early years of his rule also witnessed a large effort to restore the largely dilapidated Palatul Gyeongbok, scaunul de autoritatea regala. Pe durata domniei lui Heungseon Daewongun, politica fracționiste și puterea deținută de Kim Andong clanul dispărut complet. În 1871, forțele americane și coreene s-au ciocnit într-o încercare SUA, la "diplomația canonierelor" următoarele IncidentuGeneral Sherman l in 1866.
In 1873, regele Gojong a anunțat preluarea lui de regulă regale. Cu pensionare ulterioare de Heungseon Daewongun, viitorul Regina Min (n mai târziu EImparateasa Myeongseong) obtinut controlul complet asupra instanța de ei, introducerea familia ei în funcții de înaltă instanță.

### Cădere
Japonia, dupa instaurarea Perioadei Meiji, a achiziționat tehnologie militară occidentală și a forțat să semneze Joseon Tratatul de la Ganghwa in 1876, Deschiderea a trei porturi comerciale și de acordare a extrateritorialitatea japonez.
Mulți coreeni au disprețuit influențe japoneze și străine asupra terenurilor lor și a statului corupt opresiv al dinastiei Joseon.In 1894 are locRevolutia taranilor Donghak. În aceasta agricultorii se răscoală într-o rebeliune în masă, cu liderul țărănist Jeon Bong-jun a învins forțele locale de conducător Jo Byong-decalaj in batalia de la Go-bu pe 11 ianuarie 1894; după luptă, proprietățile Jo au fost înmânate la țărani. Până în mai, armata țăranilor a ajuns la Jeonju, suvernul cerand ajutor pentru oprirea revoltei de la chinezii Qing . Qing trimite 3000 trupe și rebelii negociat un armistițiu, dar japonezii au considerat că prezența Qing o amenințare și a trimis trupe în 8000 de propria lor, sechestrarea Palatul Regal din Seul și instalarea unui guvern pro-japonez data de 8 iunie 1894. Acest escaladat în curând Primul razboi sino-japonez (1894–1895) intre Japonia si China , luptat în mare măsură în Coreea.
Imparateasa Myeongseong a încercat să contracara interferențe japoneze în Coreea și a fost în considerare de cotitură în Rusia sau China, pentru sprijin. În 1895, Imparateasa Myeongseong (referred to as "Queen Min"A fost asasinat de agenții japonezi.
Ministrul japonez de Coreea, Miura Goro, orchestrat complotul împotriva ei. Un grup de agenți japoneză, împreună cu Armata Hullyeondae si Imparateasa Myeongseong a fost ucisa și trupul ei profanat în aripa de nord a palatului.
Qing a recunoscut înfrângerea în Tratatul de la Shimonoseki (17 aprilie 1895), care a garantat în mod oficial independența Coreei din China. Acesta a fost un pas prin care Japonia a câștigat hegemonia în Coreea. Instanța Joseon, presat de uzurpare de la puteri mai mari, a simțit nevoia de a consolida național de integritate și a declarat Imperiul Coreean in 1897. Împăratul Gojong și-a asumat titlul de împărat, în scopul de a afirma independența Coreei. În plus, alte puteri străine au fost solicitate pentru tehnologii militare, în special Rusia, pentru a se apăra de japonezi. Din punct de vedere tehnic, 1897 marchează sfârșitul perioadei de Joseon, ca denumirea oficială a imperiului a fost schimbată, cu toate acestea dinastia Joseon a domnit în continuare, deși perturbată de către Japonia și Rusia.
Într-o serie de manevre complicate și contra-manevre, Japonia împins înapoi flota rusa la Batalia de laPort Arthur in 1905. Odată cu încheierea in 1904–1905 a Războiul ruso-japonez cu Tratatul de la Portsmouth, drumul a fost deschis pentru Japonia pentru a prelua controlul de Coreea. După semnarea Tratatul Protectoratului in 1905, Coreea devine un protectorat japonez. Itō Hirobumi a fost primul Rezident General al Coreea, deși el a fost asasinat de către activitaul pentru independenta coreeana An Jung-geun in 1909 in statia de tren din Harbin. In 1910, deși coreenii s-au opus mult anexarea, Imperiul Japonez anexeaza Coreea cu forta.

## Guvernare
Dinastia Joseon a fost o monarhie extrem de centralizată și neo-confucianistă cum codificată prin Gyeongguk daejeon, un fel de constituție.

### Regele
Regele a avut autoritatea absolută, dar puterea lui reală a variat odată cu împrejurimile politice. El a fost obligat prin tradiție, precedentele stabilite de regi mai devreme, Gyeongguk daejeon, Și de învățăturile confucianiste. Împăratul a poruncit loialitate absolută din partea oficialilor lui și subiecte, dar oficialii au fost, de asemenea, de așteptat pentru a convinge pe rege să urmeze calea cea dreaptă în cazul în care acesta din urmă a fost gândit pentru a fi confundate.Dezastrelor naturale s-au gandit sa fie din cauza deficiențelor regelui, și, prin urmare, Joseon regii au fost foarte sensibile la împlinirea lor. Atunci când a existat secetă severă sau o serie de dezastre, regele de multe ori a căutat în mod oficial critici atât din partea funcționarilor și ale cetățenilor, și tot ce a spus sau scris au fost protejate de la urmărirea penală, în astfel de cazuri (deși au existat câteva excepții).

### Oficialii
Oficialii guvernamentali s-au clasat în 18 nivele, variind de la primul rang senior (정1품) în jos pentru a rang junior nouă (종9품) în funcție de vechime și de promovare, care a fost realizată prin decret regal pe baza examinării sau de recomandare. Oficialii de la primul rang senior la rang superior treia purtau robe roșii în timp ce cei din rangul junior treilea la rang junior sasea purtau albastru și cele de mai jos purtau robe verde.
Aici, un oficial guvernamental se refera la care au ocupat un tip de birou care a dat titularului său un yangban Starea - semi-nobilimea ereditară, care a fost eficace pentru trei generații. În scopul de a deveni un astfel de funcționar, unul a trebuit să treacă o serie de examenele gwageo. Au existat trei tipuri de examene gwageo - literar, miliitary, și diverse, printre care traseul literar a fost cea mai prestigioase. (Multe dintre posturile-cheie, inclusiv toate Censoratele , posturi deschise numai funcționarilor care a avansat prin examen literar.) În caz de traseu literar, a existat o serie de patru teste, toate dintre care unul a trebuit să treacă pentru a se califica pentru a deveni un oficial. 33 candidați care au fost aleși în acest mod a luat examenul final în fața regelui pentru o plasare. Candidatul cu cel mai mare scor a fost numit într-o poziție de rang inferior 6 (un salt de șase grade). Doi candidați cu următoarele două cele mai mari note au fost numiți într-o poziție de rang junior saptea. Șapte candidați cu scoruri următoarea cea mai mare au fost atribuite la rang junior opta în timp ce restul de 23 candidați s-au dat nouă rang junior, cel mai mic de 18 grade.
Oficialii de rang înalt primul, primul rang junior, și două rang superior au fost abordate cu onorificul "dae-gam" (대감) în timp ce cele de rang juniori 2 si locul 3 senior au fost abordate cu onorificul "yeong-gam" (영감). Acești oficiali roșu-îmbrăcat, denumite colectiv "dangsanggwan " (당상관), au luat parte la a decide politicile guvernamentale prin participarea la reuniunile cabinetului. Restul funcționarilor clasate au fost numite "danghagwan" (당하관).

### Guvernarea Centrala

#### Consiliul De stat
Consiliul de stat (Uijeongbu•의정부) a fost cel mai mare organ deliberativ, însă a cărui putere a scăzut pe parcursul a dinastiei. Șeful consilierul de stat (Yeonguijeong•영의정), Stânga consilierul de stat (Jwauijeong•좌의정), și la dreapta consilierul de stat (Uuijeong•우의정) au fost cel mai înalt rang oficialii din guvernul (Toate cele trei au fost de primul rang senior). Ei au fost asistați de către ministrul de Stânga (Jwachanseong•좌찬성) si ministrul de dreapta (Uichangseong•우찬성), Ambele din primul rang junior, și șapte oficiali de rang inferior. Puterea a Consiliului de Stat a fost invers proporțională cu puterea regelui. Au fost perioade cand controlau direct Cele 6 Ministere, organul executiv al guvernului Joseon, dar în primul rând a servit în rol consultativ în conformitate cu regi puternici. Consilierii de stat a servit în mai multe poziții alte concomitent.

#### 6 ministere
6 ministere (Yukjo•육조) compun organul executiv. Fiecare ministru (Paanseo•판서) a fost de rang senior doilea și a fost asistată de ministru adjunct (Champaan • 참판), care a fost de rang junior două. Ministerul de personal a fost biroul cel mai înalt de șase ministere. Deoarece influența Consiliului de Stat scazut in timp, ministru al personalului a fost de multe ori șeful de facto de miniștri. Șase ministere să includă în ordinea vechimii în:
- - Ministerul de personal (Ijo • 이조) - a fost în primul rând interesat de numire a funcționarilor
  - Ministerul Taxaton (Hojo • 호조) - fiscalitate, finanțe, recensământul, agricultura, și a unor politici funciare
  - Ministerul Riturile (Yejo • 예조) - ritualuri, cultură, diplomație, gwageo examen
  - Ministerul Apărării (Byeongjo • 병조) - afacerile militare
  - Ministerul de Justiție (Hyeongjo • 형조) - administrarea de drept, sclavie, pedepse
  - Ministerul Lucrărilor (Gongjo • 공조) - industrie, lucrări publice, de fabricație, exploatare

#### 3 oficii
3 oficii, or Samsa (삼사), este un nume colectiv pentru t3 birouri, care a functionat ca major de organe de presă și a controalelor prevăzute și echilibrul pe rege și funcționarii. În timp ce modelat după sistemul chinez, ei au jucat un rol mult mai proeminent în guvern Joseon decat omologii lor chinezi. În rolul lor, ca organ de presă, că nu are autoritatea de a decide sau real pună în aplicare politici, dar a avut voce influentă în dezbatere a urmat.
Funcționarii care au slujit în aceste birouri tendinta de a fi mai tineri și de rang inferior în comparație cu alte birouri, dar a avut reputație academică puternic și sa bucurat de privilegii speciale și de mare prestigiu (De exemplu, cenzorilor li sa permis să bea în timpul orelor de lucru datorită funcției lor de a critica rege). Pentru a fi numiți, ei au trecut prin analiză mai aprofundată de caracter și de mediul familial. Trei birouri, cu condiția ca cea mai rapidă cale de promovare în posturi înalte și a fost aproape o cerință pentru a deveni un consilier de stat
.** Biroul de Inspector General (Saheonbu • 사헌부) - Este monitorizat administrației publice și funcționarilor de la fiecare nivel în guvernele centrale și locale, atât pentru corupție, abuzurile, sau ineficiența. Acesta a fost, de asemenea, responsabil de promovarea moralității publice și vamale confucianiste și redresarea nemulțumirile populației. Acesta era condus de Inspector General (Daesaheon • 대사헌), o poziție de rang junior 2, care a supervizat 30 funcționari în mare măsură independente
Oficiul Inspectorului General Avea rolul de a supraveghea activitatea oficialiilor, prevenind corupția, abuzurile și ineficiența oficialiilor. De asemnea, se ocupa de promovarea moralei și obiceiurilor confucianiste precum și de a rezolva nemulțumiriile populației.
Structură: 
- - Inspectorul General (rang 2a)
  - 1 Inspector de Grad II (rang 3b)
  - 1 Inspector de Grad II Concomitent (rang 3b)
  - 2 Inspectori de Grad III (rang 4a)
  - 2 Inspectori de Grad IV (rang 5a)
  - 20 executori (rang 6a)
  - 6 funcționari
- Oficiul pentrude Cenzori (Saganwon • 사간원) - funcția de șef al ei a fost de a protesta cu regele dacă a existat acțiune greșită sau necorespunzătoare sau de politică. Decrete importante ale regelui au fost mai întâi revizuite de cenzori, care ar putea cere să-i retragă dacă judecat necorespunzătoare. Aceasta a emis, de asemenea, opiniile cu privire la starea generală a afacerilor. Acesta a fost format din cinci funcționari, condusă de șeful Cenzor (Daesagan • 대사간), de rang superior 3.

În timp ce accentul principal pentru Office de Inspector General este oficiali guvernamentali și Oficiul de Cenzori este axat pe rege, doua birouri efectuate de multe ori funcții reciproc, și acolo a fost mult mai suprapun. Împreună, ele au fost numite "Yangsa," (양사), ceea ce înseamnă literalmente "Ambele birouri," de multe ori și a lucrat în comun în special atunci când au încercat să revină asupra deciziei regelui.
- - Oficiul pentru consilierilor speciali (Hongmoongwan • 홍문관) - A supervizat Bibliotecii Regale si a servit ca institut de cercetare pentru a studia filosofia confucianistă și răspunde la întrebările regelui. Funcționarii săi au luat parte la lecțiile de zi cu zi numitgyeongyeon(경연), în care au discutat despre istoria și filosofia confucianiste cu regele. Deoarece aceste discuții au dus deseori la comentariu cu privire la chestiuni politice de actualitate, reprezentanții săi oficiali au avut o influență semnificativă în calitate de consilieri. Acesta a fost condus de șef Academic (Daejehak • 대제학), un post part-time de rang superior care au servit două în același timp în alt post de mare (cum ar fi în Consiliului de Stat), și adjunct șef Academic (Bujehak • 부제학), un full-time post de rang superior treilea care a fugit, de fapt, birou. Nu a fost un mare prestigiu atașat de a fi Academic șef în această societate profund confucianiste. (Biroul a fost înființat pentru a înlocui Sala de vrednicii (Jiphyeonjeon•집현전) după ce acesta din urmă a fost eliminat de către Sejo în urma celor 6 ministri martirizati.)

#### Alte Oficii
Birourile majore includ următoarele:
- - Secretariatul Regal (Seungjeongwon • 승정원) a servit ca o legătură între rege și șase ministere. Au fost 6 secretari regali (승지), câte unul pentru fiecare minister, și toți au fost de rang 3 superior . Rolul lor principal a fost să treacă jos decret regal la ministere și să depună petiții din partea oficialilor și populației la rege, dar au recomandat, de asemenea, pe rege și a servit în poziții-cheie aproape de rege. În special, Secretarul Regal Șef (도승지), o legătură la Ministerul de personal, a servit pe rege în cel mai apropiat apropierea de toate limbile oficiale ale guvernului și sa bucurat de multe ori o mare putere, care a fost derivat din favoarea regelui. Hong Guk-yeong (în timpul domniei lui Jeongjo ) și Han Myeong-hwe (în timpul Sejo) sunt câteva exemple de secretari șef regali, care au fost oficial cei mai puternici din timpul lor.
  - Biroul capitalei (Hanseungbu • 한성부) a fost însărcinat cu exploatarea capitalei'Hanyang' , azi Seul. Acesta a fost condus de Paanyoon'(판윤), de două rangul doi senior echivalentul a primarului de astăzi de Seul.
  - Biroul Regal de Investigatii (Euigeumbu • 의금부) a fost un organ de anchetă și de executare sub controlul direct al regelui. Aceasta mai ales tratate cu trădare și alte cazuri grave care în cauză rege și familia regală și a servit pentru a aresta, investiga, închisoare, și să efectueze Exemple împotriva infractorii suspectați, care au fost de multe ori oficialii guvernamentali.
  - Biroul de Arhiva(Chunchugwan • 춘추관) - funcționari scriau, compilau, și întrețineau înregistrările istorice. Acesta era condus de consilieri de stat, și multe posturi au fost organizate de către funcționarii repartizați în alte birouri concomitent. Au fost opt istoriografii a cărui funcție a fost unic pentru a înregistra ședințele de istorie.
  - Seonggyungwan sau Academia Regală(성균관) - Academia a servit pentru a pregăti viitorul oficiali ai guvernului. Cei care au trecut de primele două etape ale gwageo examene (examen literar) au fost admise la Seonggyungwan. Clase de mărime a fost, de obicei, 200 de studenți, care a trăit în sala de rezidențiat și a urmat de rutină stricte și regulamentul școlii. (. Școlarizare, cazare și masă au fost furnizate de către guvern) De asemenea, a servit ca altar de stat pentru confucianismși înțelepții coreeană confucianiste. Opiniile studenților privind politicile guvernamentale, în special declarații colective și demonstrații, ar putea fi influent ca ei au reprezentat consesus proaspătă și necorupt de cercetători tineri. Funcționarul responsabil a fost Daesaseong (대사성), de rang superior 3, și 36 de alți oficiali, inclusiv cele de la alte birouri au fost implicate în stare de funcționare academie.

### Guvernare locala
Oficialii de rang înalt au fost trimise de la guvernul central. Uneori, un inspector al Secretului Regal (Amhaeng-eosa • 암행 어사) a fost numit de către rege să călătorească incognito și să monitorizeze oficialii din provincie. Acești inspectori sub acoperire au fost, în general, tineri funcționari de rang inferior, dar a fost investit cu autoritatea regala de a demite funcționari corupți.
- - Provincii (Do•도) - Au fost opt provincie, fiecare dintre care a fost guvernată de guvernator (Gwanchalsa•관찰사), o poziție de rang junior al 2lea.
  - Bu (부) - birouri administrative responsabile de marile orașe din provincie. Fiecare bu a fost condus de Buyoon (부윤), care a fost echivalent cu guvernator în rang.
  - Mok (목) - Au fost douăzeci moks, care au stat la județe mare numit "ju" (주). Ei au fost conduse de moksa (목사), de rang superior treia.
  - Județ (Gun • 군) - Au fost optzeci de județe din Joseon, fiecare reglementate de Gunsu (군수), un rang patrulea junior.
  - Hyeon (현) - hyeons mari au fost reglementate de Hyeongryeong (현령) de rang inferior în timp ce cincea hyeons mai mici au fost reglementate de Hyeonggam (현감) de rang junior 6-a.

### Impartire administrativa
În timpul  dinastiei Joseon, Coreea a fost împărțită în 8 provincii (do; 도; 道). Granițele celor opt provincii "au rămas neschimbate timp de aproape cinci secole 1413 - 1895, și a format o paradigmă geografică care este încă reflectată astăzi în administrarea diviziunilor Peninsulei Coreeane, în dialecte, și distincții regionale.Numele celor opt provincii sunt păstrate și astăzi, într-o formă sau alta.

## Societatea

### Structura sociala si a populatiei
Populația de Joseon Coreea este controversată. Guvernul înregistrările de gospodării sunt considerate irelevante, în această perioadă. O estimare recentă dă 6 milioane de la începutul dinastiei în 1392, în creștere neregulat la un vârf de cat mai multe de 18 de milioane până în aproximativ 1750. Între 1810 și 1850, populația a scăzut cu aproximativ 10% și a rămas stabil. De la inceputul secolului 20, la închiderea al dinastiei Joseon, speranța medie de viață pentru bărbați coreean a fost de 24, iar pentru femele 26 yearsbefore introducerea medicinei moderne la inceputul anilor 1900 speranța medie de viață pentru coreeni au fost doar 24 pentru bărbați și 26 pentru femei. "
Joseon Coreea a instalat un sistem centralizat, administrativ controlat de intelectuali care studiau confucianismul, care au fost numite Yangban. Până la sfârșitul secolului al optsprezecelea, yangban a dobândit cele mai multe dintre trasaturile de o nobilime ereditara cu excepția faptului că starea sa bazat pe un amestec unic de poziție familie, gwageo examinările pentru învățarea confucianiste, precum și un serviciu de sistem civil.Familiei unui yangban care nu au reușit să devină un oficial guvernamental pentru a treia generație pierdut statutul lor yangban și a devenit popor. Pentru cea mai mare parte, singura cale de a deveni un oficial al guvernului a fost să treacă o serie de examene gwageo (One a trebuit să treacă "mai mică gwageo" examen (소과), în ambele de două etape, pentru a beneficia de o mai mare gwageo examen, care din nou una a trebuit să treci în ambele două etape pentru a deveni un oficial al guvernului) yangban și rege., într-un echilibru greu, controlate de administrația centrală și instituțiile militare. Proporția de yangban să fi ajuns la fel de mare ca 30% până în 1800, deși au existat variații considerabile locale.
Un alt 30-40% din populație erau sclavi ( Nobi ), "low-născuți" ( cheonmin ) sau de neatins (Baekjeong ). Sclavia a fost ereditară, precum și o formă de pedeapsă legală. Nu a fost o clasă sclav cu atât sclavi de guvern și în proprietate privată, iar guvernul a dat ocazional sclavi la cetățeni de rang superior. Sclavi cu capital integral privat ar putea fi mostenita ca proprietate personală. În timpul recolte slabe, multe sangmin oamenii vor deveni sclavii voluntar, în scopul de a supraviețui În timpul dinastiei Joseon aproximativ 30% la 40% din populația coreean a constat în sclavi. Privare de sclavi ar putea cumpăra libertatea lor.
Multe din restul de 40-50% din populație au fost cu siguranță fermieri Având în vedere mărimea populației, se poate ca o persoană tipic a avut mai mult de un rol. Cele mai multe agricultura a fost, în orice caz, nu comercial, de subzistență. În plus față de generarea de venituri suplimentare, o anumită cantitate de dexteritate ocupațională, pot fi necesare pentru a evita cele mai grave efecte ale unui sistem fiscal de multe ori grele și corupte.
La sfârșitul anilor Joseon, idealurile confucianiste de decență și "pietatea filială", treptat, a ajuns să fie asimilată cu o respectarea strictă într-o ierarhie socială complexă, cu multe gradatii fine. Până la începutul secolului 18 critic social Yi Junghwan (1690-1756) sa plâns că sarcastic "Cu atât de multe diferite ranguri și grade de separare de oameni din una de alta, oamenii nu tind să aibă un cerc foarte mare de prieteni." Dar, chiar ca a scris Yi, deosebirile sociale informale de la începutul anilor Joseon au fost consolidate printr-o discriminare juridice, cum ar fi legea somptuar reglementarea rochia de diferite grupuri sociale , și legi care limitează moștenire și proprietății de către femei.
Cu toate acestea, aceste legi să fi fost anunțate tocmai pentru că mobilitatea socială a fost în creștere, în special în timpul începutul secolului al prosper despre 1710. Ierarhia inițială socială a dinastiei Joseon a fost dezvoltat pe baza ierarhiei sociale a erei Goryeo. In secolele paisprezecea la saisprezecelea, această ierarhie a fost strict și stabilă. Din moment ce oportunități economice pentru a schimba statutul de s-au limitat, nici o lege nu a fost nevoie.
La sfârșitul anilor 17 al 19-lea secole, cu toate acestea, grupurile comerciale noi a apărut, iar sistemul de clasă cel vechi a fost extrem de slăbit. Mai ales, populația Daegu regiunii Yangban de clasă era de așteptat să ajungă la aproape 70 la sută în 1858.
În 1801, Guvernul deținute de sclavi au fost emancipați, și instituția treptat, sa stins în următorul secol. Instituția a fost complet eliminat ca parte a unui plan social în Reforma Gabo din 1894.

## Cultura
Dinastiei Joseon a prezidat două perioade de creștere culturală mare, în cursul căreia Joseon cultura a creat primul ceremonia ceaiului coreean, grădină coreeană, și ample lucrări istorice.Dinastia regale a construit, de asemenea, mai multe cetati, palate.

### Haine
În dinastiei Joseon, jeogori de femei hanbok a devenit treptat strânse și scurtat. In secolul al 16-lea, a fost jeogori umflat si a ajuns sub talie, dar până la sfârșitul anului Joseon dinastiei în secolul 19, jeogori a fost scurtat, până la punctul că nu acoperă sânii, astfel încât o altă bucată de pânză (heoritti") a fost folosit pentru a le acoperi. La sfârșitul secolului al 19-lea, Daewon-gun a introdus Magoja, un sacou in stil Manchu, în Coreea, care este adesea purtat cu hanbok la această zi.
China a fost plin-ocolit și jeogori a fost scurt și strâns în ultima perioadă Joseon. Plenitudine în fusta a fost subliniat în jurul șoldurilor. Mulți s-au purtat lenjerie sub chima, cum ar fi darisokgot, soksokgot, dansokgot, și gojengi pentru a realiza o silueta dorită. Deoarece jeogori a fost atât de scurt a devenit naturale, pentru a expune heorittisauheorimari care a funcționat ca un corset.Pânză albă expuse în cadrul jeogori din imagine este heoritti.
Clasele de sus a purtat hanbok a strâns țesute ramie cârpă sau alte materiale de înaltă calitate ușoare în vreme caldă și de mătăsuri și simplu model restul anului. Oamenii de rând s-au limitat prin lege, precum și resurse pentru bumbac în cel mai bun.Clasele de sus a purtat o varietate de culori, desi culori strălucitoare, în general, au fost purtate de către copii și de fete si culori estompate de varsta mijlocie barbati si femei. Oamenii de rând s-au limitat prin lege la haine de zi cu zi de alb, dar pentru ocazii speciale pe care le purtau nuante de roz pal mat, verde deschis, gri, și cărbune. Formal, atunci când oamenii coreeană a mers în aer liber, au fost obligate să poarte paltoane cunoscut sub numele dedurumagi care ajunge la genunchi.

### Pictura
Mid-dinastiei Joseon stiluri de pictura sa miscat spre a crescut realism. Un stil de peisaje picturii naționale numite "imagine fidelă" a început - trecerea de la stilul tradițională chineză de peisaje idealizate generale de locuri particulare exact prestate. Deși nu fotografice, stilul academic a fost suficient să se stabilească și sprijinite ca un stil standardizat in pictura coreeană.
Mijlocul anilor Joseon dinastiei este considerat epoca de aur a picturii coreene. Aceasta coincide cu șoc ale colapsului legăturilor dinastiei Ming, cu împărații Manchu de aderare în China, și forțând a artiștilor coreene de a construi noi modele artistice bazează pe o căutare interioară, pentru subiecte particulare coreeană. În acest timp, China a încetat să mai aibă de pre-eminent influență, coreeană arta a luat cursul propriu, și a devenit din ce în ce distinctiv pictura tradițională chineză.

### Architectura
Istoria Joseon arhitectura ar fi descrisă în trei perioade de la începutul, mijlocul și sfârșitul perioadei, în conformitate cu dezvoltarea cultural și arhitectural. În perioada timpurie, arhitectura sa dezvoltat ca o succesiune de la moștenirea culturală a dinastiei anterioare cu noile principii politice directoare ale confucianismului, care a avut loc de budism.
Prin influența confucianismului, un gust rafinat aristocratică din epoca anterioară a fost înlocuit cu caracteristicile de o frumusețe nesofisticată, simplă și umilă, cu calitățile de commonness și statornicie.Intercolumnar set sistem de suporturi a fost folosit în construirea cel mai important edificiu la fața locului.Columnar set de sistem suport și sistemul de placuta eclectic, care constă din elemente arhitecturale din ambele coloane și sisteme de intercolumnar, au fost, de asemenea, folosite pentru temple si alte cladiri importante. În perioada dinastiei Joseon, arhitectura coreeană dezvoltate în continuare, cu o voință unică de a manifesta expresia de idei și valori ale perioadei.
Dispersie sistem de suporturi, elementele structural și vizual importante ale clădirilor, au fost dezvoltate pentru a urmări funcție structurală și pentru a exprima frumusetea unica formală a arhitecturii coreene. Ornamente arhitecturale și conotație simbolică lor au avut mai multe varietate și bogăție. Arhitectii din perioada destinat să exprime o voință puternică pentru a forma un stil indigene din arhitectură, și a încercat să utilizeze elemente decorative de toate tipurile. Acest lucru realizat un fel de calitate simfonice cu metodele de organizare arhitectural prin contrast puternic de lumină și întuneric, de simplitate și complexitate, și apoi în cele din urmă a ajuns la punctul culminant definită de ingeniozitate arhitecturale. Această tendință de exprimare arhitecturale din perioada mai târziu s-ar putea aminti ne impresiile oarecum similare din Vest baroc și rococo

## Stiinta si tehnologie
Dinastiei Joseon, sub domnia lui Sejong cel Mare a fost perioada cea mai mare din Coreea de progresul științific. În conformitate cu noua politică Sejong lui Cheonmin (low-stare) de oameni, cum ar fi Jang Yeong-SIL li sa permis să lucreze pentru guvern. Când Jang a fost foarte tanar el a construit masini pentru a ajuta la a face munca mai ușoară, și supravegheat construirea de apeducte și canale. Jang în cele din urmă i sa permis să trăiască la Palatul Regal, unde a condus un grup de oameni de știință pentru a lucra la avansarea stiintei Coreea
Unele dintre inventiile sale au fost un automat (auto-izbitoare)  ceas acvatic(Jagyeokru), care a lucrat prin activarea propunerilor de rezoluție depuse de figurine din lemn pentru a indica ora vizual (inventat in 1434 de Jang), o ulterioară mai complicat de apă-ceas cu dispozitive suplimentare astronomice, și un model îmbunătățit de tipul de metal precedent imprimare mobile create în Dinastia Goryeo. Noul model a fost de o calitate chiar mai mare și a fost de două ori la fel de repede. Alte invenții au fost vizor, și udometer.
De asemenea, în timpul dinastiei Joseon Heo Jun, un medic, a scris o serie de texte medicale, realizarea lui cele mai importante fiind Dongeui Bogam, care este adesea cunoscut ca textul definitorie a medicina tradițională coreeană.De lucru extins la China și Japonia, în cazul în care este încă considerat ca fiind unul dintre clasicii de medicina orientala astăzi.
Varful  astronomiei coreene a fost în perioada Joseon, în cazul în care astfel de oameni ca Jang creat dispozitive, cum ar fi globuri cerești care au indicat pozițiile de soare, luna, și stelele. Mai târziu, globuri cerești (Gyupyo, 규표) au fost adaptate la variațiile sezoniere.
Vârful de avansuri astronomice și calendarial sub Regele Sejong a fost Chiljeongsan, care au întocmit calcule ale cursurilor de șapte obiecte celeste (cinci planete vizibile, soarele, luna și), dezvoltat în 1442. Acest lucru a făcut posibil ca oamenii de știință să calculeze și să prezică cu precizie toate fenomenele importante ceresc, cum ar fi eclipsele solare și alte mișcări stelare. 
Honcheonsigye este un ceas astronomic creat de Song I-yeong în 1669. Ceasul are o sfera armillary, cu un diametru de 40 cm. Sfera este activat printr-un mecanism de ceas de lucru, care arată poziția de obiecte cerești la un moment dat.
Kangnido, O hartă coreean-a făcut din lumea a fost creată în 1402 de către Kim Sa-hyeong (김사형, 金士衡), Yi Mu (이무, 李茂) and Yi Hoe (이회, 李撓). Harta a fost creată în al doilea an al domniei lui Taejong de Joseon. Harta a fost confectionat prin combinarea hărți chineză, coreeană și japoneză.
Prima vesta balistice, Myunjebaegab, a fost inventat în Joseon Coreea în 1860 la scurt timp după Campania Franceza in josen. Heungseon Daewongun comandat de dezvoltare a anti-glont armura, din cauza amenințărilor în creștere de la armatele occidentale. Kim Gi-Doo și Gang Yoon a constatat că bumbac ar putea proteja impotriva gloanțe dacă suficient de groase, concepute și veste anti-glont din 30 de straturi de bumbac.Veste au fost folosite în luptă în timpul Expedita Sua in Coreea, în cazul în care US Navy atacat Ganghwa în 1871. Armata SUA capturat unul dintre veste și a luat-o în Statele Unite, unde a fost păstrată la Muzeul Smithsonian până în 2007.Vesta de atunci a fost trimis înapoi la Coreea și este în prezent pe prezentarea către public.

## Economie

### Comert
În timpul dinastiei Goryeo, Coreea a avut o relație comercială sănătoasă cu arabii , japonezii, chinezii, și manciurienii. Un exemplu de port prosper, comerțul internațional este Pyongnam. Coreenii au oferit bijuterii, ginseng, mătase, și porțelan, renumit celebru în întreaga lume. Dar, în timpul dinastiei Joseon, confucianismul a fost adoptat ca filozofie națională, și, în procesul de eliminare a anumitor convingeri, portelanurile Cheongja au fost înlocuite cu portelanurile albe Baekja, care a pierdut favoarea chinezi și arabi. De asemenea, Comertului a devenit tot mai restrânse în această perioadă, în scopul de a promova agricultura. În afară de aceasta, cererea constantă chineză pentru tribut împins politica coreean de a stopa pentru a produce diferite elemente de lux element (de exemplu aur, argint), iar importul numai sumele necesare din Japonia

## Ultima Familie imperială
După anexarea Coreei de către Japonia în 1910, prinți și prințese ale Familiei Imperiale au fost forțați să plece în Japonia pentru a fi re-educați și căsătoriți. Moștenitorul tronului, Yi Un, Prințul Imperial Uimin, s-a căsătorit cu Masako Nashimoto, Prințesa Yi Bang-ja née Nashimoto, și a avut doi fii, prinții Yi Jin și Yi Gu. Fratele său mai mare, Gang, Prinț de Coreea, Prințul Imperial Ui a avut doisprezece fii și fiice de la nouă soții și concubine diferite.
Prințul moștenitor a pierdut statutul său în Japonia, la sfârșitul celui de-al doilea război mondial și s-a întors în Coreea în 1963, la invitația  Guvernului Republican. El a suferit un accident vascular cerebral când avionul său a aterizat în Seul și a fost dus de urgență la un spital. El niciodată nu și-a revenit și a murit în 1970. Fratele său, Prințul Imperial Ui a murit în 1955 și poporul coreean a considerat în mod oficial acest lucru să fie sfârșitul liniei Regale.
În prezent Prințul Yi Seok este unul din cei 2 pretendenți la tronul abolit al țării (monarhia a fost abolită în 1910 de către Japonia și în urma înfrângerii Japoniei în al doilea război mondial, Coreea de Nord a fost organizată ca regim comunist și Coreea de Sud a fost organizată ca republică). Prințul Yi Seok este unul dintre fiii lui Gang, Prinț de Coreea, Prințul Imperial Ui, al cincilea fiu de Gojong Coreea și în prezent, profesor de istorie la Universitatea Jeonju în Coreea de Sud.
În plus, mulți descendenți trăiesc pe întreg teritoriul Statelor Unite ale Americii, Canadei și Braziliei, având în decontate în altă parte, în afară de Coreea.
Astăzi, multe dintre mormintele descendenților există încă pe vârful muntelui în Yangju. În conformitate cu ce este scris pe piatra funerară, se crede că aceștia sunt descendenții marelui rege al Joseon, Seongjong de Joseon (al 9-lea conducător al Dinastiei Joseon). A fost descoperit faptul că acest munte aparține unui membru al familiei regale numit Yi Won (născut în 1958), Casa Regala Yi.

## Familia Imperială
- Împăratul Gojong (1852–1919) – al 26-lea cap al familiei coreene imperiale, stră-stră-stră-nepot al regelui Yeongjo
  - Împăratul Sunjong (1874–1926) – al 27-lea cap al familiei imperiale coreene
  - Prințul Gang (1877–1955)
    - Prințul Geon (1909–1991) – a renunțat la titlul imperial și prin căsătorie a devenit cetățean japonez în 1947
    - Prințul Wu (1912–1945)
      - Yi Chung (1936–) – moștenitor genealogic de jure al împăratului Gojong

    - Prințul Gap (1938–)
      - Prințul ereditar Imperial Won (1962–) – proclamat al 30-lea cap al casei regale
        - Primul fiu (1998–)
        - Al 2-lea fiu (1999–)

      - Yi Jeong

    - Haewon, Prințesă de Coreea (1919–) – proclamată al 30-lea cap al casei regale
      - Primul fiu
      - Al 2-lea fiu
      - Al 3-lea fiu
      - Prima fiică

    - Prințul Seok (1941–)
      - Yi KiHo (1959–)
      - Yi Hong (1976–)
        - Prima fiică (2001-)

      - Yi Jin (1979–)
      - Yi Jeonghun (1980–)

  - Yi Un, Prințul Coroanei Uimin (1897–1970) – al 28-lea șef al casei regale
    - Prințul Jin (1921–1922)
    - Prințul Ereditar Hoeun (1931–2005) — al 29-lea șef al casei regale

  - Deokhye, Prințesă de Coreea (1912–1989)
    - Jong Jeonghye

## Titluri și stiluri

### Perioada regatului
- Rege (王 왕 wang), cu stilurile Înălțimea sa (殿下 전하 jeonha) sau, incorect sau comun, Înălțimea sa regală (媽媽 마마 mama) Înainte de stilul "jeon ha" erau folosite multe varietăți al titlului de rege. Nume nativ, cum ar fi "naratnim" (나랏님) și "Imgeum" (임금) erau utilizate colocvial. Pentru a se referi la fostul rege se folosea Mare Rege Predecesor (先大王 선대왕 seondaewang) ori Mare Rege (大王 대왕 daewang); pentru trimișii străini titlul utilizat era Regele statului (國王 국왕 gugwang); și pentru cele în instanță care avea nevoie să menționezi în afara regelui prezența sa, și, astfel, mai mult o formalitate a fost necesară în abordarea monarh, titlul a fost Rege curent (今上 금상 geum-sang),Suveran (主上 주상 jusang or 上監 상감 sanggam), sau Marele Palat (大殿 대전 daejeon). Stilul a rămas același pentru toate titlurile, cu excepția de regine matroană și regi relativ puțini, care au abdicat, care pur și simplu au adresat sau menționat rege fără a utiliza stilul lui.
- Regina consoartă (王妃 왕비 wangbi), cu situl Înălțimea sa Regală’’(媽媽 마마 mama). Titlul utilizat în limbajul curții era Palatul Central (中宮殿 중궁전 junggungjeon ori 中殿 중전 jungjeon). Reginele Consoarte care au rămas căsătorite cu regele până la moartea lor s-au dat un titlu, în general, constând din două Hanja în față și sufixul cutumiar Regina (王后 왕후 wanghu) în spate.
- Rege formal (上王 상왕 sangwang), rege care a abdicat voluntar în favoarea fiului său. Ei au rămas cu influențe puternice sau chiar prin anii rămași din viața lor. Stilurile Înălțimea sa ' (殿下 전하 jeonha) sau mai puțin frecvent , Înălțimea sa regală (媽媽 마마 mama) Au fost folosite.
- Regina Văduvă (大妃 대비 daebi, cea ce ocupă în mod tradițional tronul, cu stilul de Alteța Sa Regală'(妈妈 마마mama). Regina văduvă a exercitat de multe ori o mare influență asupra regelui prin regențele ei, care au avut loc atunci când regele era prea tânăr să se pronunțe în nume propriu, sau pur și simplu, prin rolul lor de mamă sau chiar o rudă de de sex feminin a monarhului
- Mare Rege Formal (太上王 태상왕 taesangwang), un rege care a abdicat prin renunțarea la putere precedată de cea al fostului rege. Stilul de Majestății Sale (殿下 전하 jeonha) sau, mai puțin frecvent, dar totuși destul de frecvent, Alteța Sa Regală (妈妈 마마 m-ma) a fost folosit.
- Royal Queen Dowager (王大妃 왕대비 wangdaebi), o fostă consoartă care a precedat-o pe cel mai veche regină sau pe mătușa sau bunica actualului rege, cu stilul „Alteței Sale Regale” (媽媽 마마 mama).
- Marea Regină Văduvă (大王大妃 대왕대비 daewangdaebi), o senioară consoartă formală în timpul domniei a 2 regi sau străbunica actualului rege cu stilul Alteța Sa Regală (媽媽 마마 mama).
- Marele Prinț intern (大院君 대원군 daewongun), tatăl unui rege care a fost în măsură să ia el însuși tronul că el nu a făcut parte din generația următoare celei în exercițiu (regii, care sunt onorați la Altarul regal Jongmyo trebuie să fie senior generație-înțelept pentru actualul curent pentru a aduce un omagiu acolo). Au existat cazuri când prinții mari au acționat în calitate de șefi ai regenților pentru fiii lor, ultima persoană care a făcut acest lucru a fost Heungseon

.* Marea Prințesă consoartă internă (府大夫人 부대부인 budaebuin), mamă a unui rege al cărui tată însuși nu a domnit.
- Prinț intern (府 院 君 부원군buwongun), tatăl reginei consoartă.
- Prințesa Consoartă Internă (府 夫人 부부인bubuin), mama reginei consoartă.
- Prinț (君 군arma), un fiu născut dintr-un rege și o concubină sau un descendent al unui prinț mare. Stilul utilizat esteAlteța Sa Cuplul(아기씨 agissi), înainte de căsătorie și de stilExcelența Sa(大 监 대감daegam) după aceea.
- Prințesa Consoartă (郡 夫人 군부인gunbuin), soție a unui prinț consort.
- Mare Prinț (大君 대군 daegun), un prinț născut dintr-un rege și o regină cu stilul deSa Cuplu Alteța(아기씨 agissi ) înainte de căsătorie și de stilExcelența Sa(大 监 대감daegam) după aceea. Titlul unui prinț mare nu este moștenit și fiii săi sunt în general denumiți în continuare prinți.
- Mare Prințesă Consoartă (府 夫人 부부인bubuin), soție a unui prinț consort mare.
- Prinț regal (元子 원자 wonja), fiul întâiul născut al regelui înainte de a fi învestit în mod oficial ca moștenitor aparent, cu stilul de Alteța Sa Regală (妈妈 마마mama). În general, principiile regale au fost ca fiul care s-a născut în primul rând între rege și soția sa oficială, dar au existat excepții în cazul în care titlul de principe regal a fost dat să fiu întâiul născut al regelui printr-o concubină, cazul cel mai notabil a avut loc în timpul domniei lui Regele Sukjong.
- Prințul Moștenitor (王世子 왕세자 wangseja), moștenitorul tronului, ca fiul cel mare al regelui dat prioritate față de frații săi având în vedere faptul că nu au existat probleme majore cu comportamentul său, cu titlul simplificat Prinț Moștenitor (世子 세자 seja), fiind frecvent utilizat în locul numelui complet cu stilul de Alteței Sale Regale(邸 下 저하jeoha). Într-un limbaj mai puțin formal, instanța, dar încă oficial, titlul de Palatul de Est (东宫 동궁 donggung) sau Palatul de primăvară (春宫 춘궁 chungung) și stilul "Alteța Sa Regală(妈妈 마마mama) au fost folosite intermitent cu "Prinț moștenitor", deși stilul a fost folosit frecvent a scăzut cu mai mulți membri de rang înalt ai familiei regale.
- Prințesa Moștenitoare (王世子 嫔 왕세자빈wangsaejabin), consoarta moștenitorului aparent, sau pur și simplu Prințesa Consoartă Moștenitoare (世子 嫔 세자빈saejabin), cu stilul de Alteța Sa Regală Consort (마노라 Manorasau마누라 manura). Mai târziu, după cum distincția între "Alteța Sa Regală" și "Alteța Sa Regală Consort" a devenit neclară datorită influenței din clanul Kim Andong, stilul Alteța Sa Regală (妈妈 마마mama), de asemenea, a venit să se aplice consoartei moștenitorului aparent. Stilul Regală, de asemenea, a ajuns să se aplice principilor mari, prinți și prințese.
- Prințesă (公主 공주 gongju), fiică născută dintr-un rege și soția sa oficială, cu stilul ei de Alteța Sa Cuplul (아기씨 agissi) înainte de căsătorie și de Excelența Sa (자가 Jaga) după aceea.
- Prințesa (翁 主 옹주ongju), fiica regelui și una dintre concubinele sale, cu stilul ei deCuplu Alteță(아기씨 agissi) înainte de căsătorie și Excelența Sa (자가 Jaga) după aceea.
- Fratele Prinț Moștenitor (王世弟 왕세제 wangseje), fratele mai mic al regelui, care a fost învestit în mod oficial ca moștenitor prezumtiv când regele nu are urmași.
- Prințul Descendent Moștenitor (王 世孙 왕세손 wangseson), fiul prințului moștenitor și al prințesei moștenitoare, și nepotul regelui, cu stilul deÎPS (合 下 합하 habha).

### În timpul Imperiului
- Hwangje (皇帝 황제), împăratul, cu stilul de Majestății Sale Imperiale (陛下 폐하pyeha)
- Hwanghu (皇后 황후), împărăteasa (soție), cu stilul de Majestatea Sa imperială
- Hwangtaehu (皇太后 황태후), Împărăteasa văduvă
- Taehwangtaehu (太 皇太后 태황태후), împărăteasa văduvă, curent împăratului de viață bunica
- Hwangtaeja (皇太子 황태자), prințul moștenitor al Imperiului, fiul cel mare al împăratului, cu stilul de Alteței Sale Imperiale (殿下 전하jeonha)
- Hwangtaeja-bi (皇太子 妃 황태자비), prințesa încoronată (consoartă) a Imperiului, cu stilul ei de Alteța Sa Imperială
- Chinwang (亲王 친왕), prinț (imperial), fiul împăratului, cu stilul de Alteței Sale Imperiale
- Chinwangbi (亲 王妃 친왕비), prințesă (imperială) (soție), cu stilul ei de Alteța Sa Imperială
- Gongju (公主 공주), prințesă a Imperiului, fiica împăratului și a împărătesei lui consoartă, cu stilul ei de Alteța Sa Imperială
- Ongju (翁 主 옹주), prințesă a Imperiului, fiica împăratului și a uneia dintre concubinele sale, cu stilul ei de Alteța Sa Imperială